# Quarta Armata d'India (Gama, 1502)
La Quarta Armata d'India (pt 4.ª Armada da Índia) fu allestita nel 1502 per ordine del re Manuele I del Portogallo e posta sotto il comando di D. Vasco da Gama. Fu il secondo viaggio di Gama in India. La spedizione fu organizzata con intento prettamente bellico ai danni della città-stato di Calicut, per vendicare i travagli della Seconda Armata d'India (Cabral, 1500) e il massacro della locale feitoria nel 1500.
Lungo la strada, in Africa orientale, l'Armada stabilì una feitoria nell'attuale Mozambico, prese contatti e aprì il commercio con l'emporio d'oro di Sofala ed estorse tributi alla città-stato di Kilwa. Una volta in India, Gama iniziò ad attaccare le navi di Calicut e a porre sotto embargo gran parte della costa del Malabar. Lo Zamorin di Calicut si rifiutò di acconsentire alle richieste portoghesi, sostenendo che le violenze dei lusitani superavano qualsiasi richiesta di risarcimento. Gama ripartì pertanto per Lisbona senza aver costretto a patti Calicut e lasciando la questione irrisolta. Prima di partire, l'armata stabilì una feitoria a Cannanore e lasciò una piccola pattuglia sotto Vicente Sodré, la prima flotta portoghese permanente nell'Oceano Indiano.

## Antefatto
La Seconda Armata d'India (Cabral, 1500) era rientrata in Portogallo nell'estate del 1501 in condizioni terribili, con enormi perdite di navi e uomini. I suoi obiettivi erano stati poi completamente mancanti: non era riuscita a stabilire una feitoria a Sofala, lo sbocco del commercio dell'oro dell'Impero di Monomotapa nell'Africa orientale, e, cosa più preoccupante, aveva aperto le ostilità con la città-stato di Calicut (attuale Kozhikode), il principale centro commerciale di spezie del Kerala nonché potenza dominante sulla costa del Malabar (India). Sfortunatamente, la Terza Armata d'India (Nova, 1501) era salpata prima che queste gravi notizie fossero note e pertanto era stata allestita come una semplice spedizione commerciale non attrezzata per affrontare la svolta ostile degli eventi nell'Oceano Indiano. Re Manuele I del Portogallo ordinò pertanto che fosse subito allestita una nuova Armada quanto più possibile attrezzata per mettere in ginocchio Calicut. Tale precipuo intento vendicativo fu poi riportato da tutti cronisti: es. Castanheda.

## Nomina di Gama

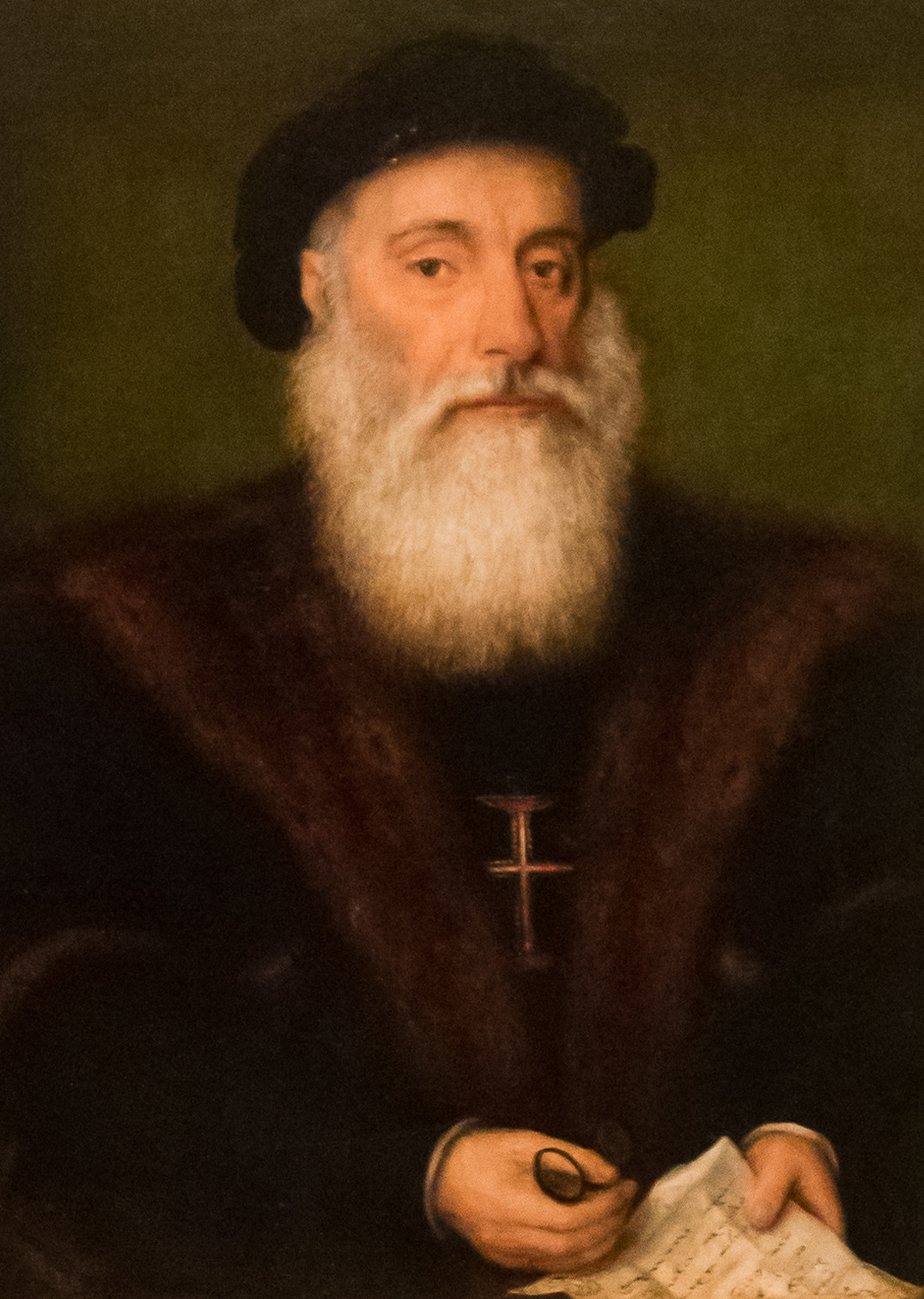
Vasco da Gama

Il comando della nuova spedizione fu offerto a Pedro Álvares Cabral ma varie fazioni della corte portoghese e della Casa da Índia s'opposero sul presupposto ch'era stata proprio "l'incompetenza" di Cabral a creare l'infelice situazione. Tuttavia, Cabral aveva sostenitori politici che non potevano essere ignorati. Il Re tentò di scendere a compromessi offrendo a Cabral la carica di capitano maggiore (capitão-mor) della spedizione con comando ridotto poiché almeno uno squadrone sarebbe stato posto sotto il comando separato di Vicente Sodré, zio di Vasco da Gama e principale avversario di Cabral. Trovando questa condizione un affronto inaccettabile, Cabral si ritirò in segno di stizza e Manuele I nominò immediatamente Vasco da Gama quale ammiraglio.
Gl'intrighi dietro alla nomina sono stati variamente raccontati. Secondo alcuni resoconti, l'offerta iniziale a Cabral fu un pro forma per placare la sua fazione piuttosto che un'offerta sincera. In altre parole, il re non aveva mai avuto intenzione di lasciare che Cabral guidasse la spedizione e le condizioni onerose furono introdotte sapendo che Cabral, ben noto per il suo puntiglio su questioni d'nore, le avrebbe trovate inaccettabili. Il fatto che queste condizioni siano state rivelate solo all'ultimo minuto, poco prima della partenza della flotta, dà credito alla teoria che il monarca non volesse dare a Cabral il tempo di riconsiderare l'offerta o permettergli d'opporsi alla rapida nomina di Gama.
Il cronista Gaspar Correia racconta una storia leggermente diversa: non menziona il comando di Sodré ma piuttosto che il Re convocò Gama tre giorni prima della data prevista per la partenza e espresse la sua "delusione e sfiducia" nei confronti della "dubbia fortuna" di Cabral in mare ma che avendogli fatto una promessa non poteva infrangerla. Gama produsse allora una lettera reale dello stesso Manuele del 1500 (reiterata nell'ottobre 1501) promettente a Gama un ruolo determinante in qualsiasi futura spedizione in India, sulla base della quale chiese per sé il comando della spedizione. Il Re fu così preso tra due fuochi e, sentendo del suo dilemma, Cabral si ritirò volontariamente per consentirgli di onorare la lettera di Gama.
I cronisti del XVI secolo sembrano concordare sul fatto che re Manuele I volesse privare Cabral del comando e che la nomina di Sodré e/o la lettera di Gama fossero solo un suo stratagemma per sottrarsi alla nomina di Cabral. Alcuni autori successivi hanno però interpretato i resoconti in modo diverso, definendo il Re come completamente favorevole a Cabral ma costretto a cedere alle macchinazioni della famiglia Gama-Sodré.
Poco prima della sua partenza, in una solenne cerimonia nella Cattedrale di Lisbona il 30 gennaio 1502, Manuele I conferì a Vasco da Gama il titolo appena creato di Almirante dos mares de Arabia, Persia, India e de todo o Oriente (it. "Ammiraglio dei mari d'Arabia, Persia, India e tutto l'Oriente"), un titolo esagerato che ricorda l'ornato titolo castigliano portato da Cristoforo Colombo. Evidentemente, Manuele aveva considerato che avendo la Castiglia un "Ammiraglio dei mari" il Portogallo non poteva essere da meno!
Tra l'altro, questa fu la prima armata indiana per la quale fu introdotta la c.d. "vintena de Belém", ovvero l'imposta del 5% sui profitti del commercio privato da parte di capitani e ufficiali delle armate portoghesi dell'India, destinata alla costruzione e alla manutenzione del Monastero dos Jerónimos di Belém (Lisbona). La vintena sarebbe continuata fino al 1522.

## La flotta
La IV Armata era composta da 20 navi e 800/1800 uomini, originariamente divisi in due squadroni: 15 navi sotto l'ammiraglio destinate all'India e 5 sotto il vice-ammiraglio destinate a pattugliare la foce del Mar Rosso. A quanto pare, non tutte le navi furono pronte per la data della partenza, così l'Armada fu riorganizzata in tre squadroni: i primi due squadroni (10 navi sotto l'ammiraglio Vasco da Gama e 5 sotto suo zio, il viceammiraglio Vicente Sodré) dovevano partire subito mentre le 5 navi rimanenti avrebbero formato un III Squadrone sotto il cugino di Gama, Estêvão da Gama, con le istruzioni di raggiungere la flotta principale lungo la strada. Qualunque sia stata l'effettiva dinamica della nomina di Gama, è chiaro che l'intera Armada divenne un suo affare di famiglia!
L'esatta composizione della flotta differisce nei vari conti. Il seguente elenco non dovrebbe essere considerato autorevole in quanto provvisorio e compilato incrociando i dati dei vari resoconti, alcuni contrastanti.
Questo elenco di capitani si basa principalmente su: Décadas di João de Barros, Chronica di Damião de Góis, História di Castanheda, Relação das Náos, l'elenco di Couto, Asia di Faria e Sousa che riporta fedelmente la lista di Barros e le Annaes da Marinha di Quintella. L'elenco dei nomi delle navi è tratto da Lendas da Índia di Gaspar Correia e dovrebbe essere ritenuto poco affidabile poiché, come al solito, l'elenco dei capitani di Correia differisce notevolmente dagli altri. Per Correia, nessuno dei fratelli Sodré comandava proprie navi, anzi Vicente Sodré figura trasportato come passeggero a bordo dell'ammiraglia di Vasco da Gama, con il risultato che la prima nave del II Squadrone era capitanata da un certo Fernão d'Atouguia (della famiglia Ataíde?) e la quinta nave da Pêro Rafael (nome che compare in diversi altri elenchi). Gli elenchi anonimi nella Memória das Armadas e Livro de Lisuarte de Abreu danno proprie variazioni. Indubbiamente, gli elenchi dei capitani sono complicati dal fatto che ci furono alcune riorganizzazioni della flotta in Africa e India e gli ufficiali furono mescolati: a un certo punto, sia Vicente sia Brás Sodré ricevettero il comando d'una nave. Le cronache riportano che la flotta trasportava anche legname prefabbricato e accessori con le istruzioni per assemblare una nuova caravella all'arrivo in Africa orientale.
La nave più famosa dell'Armada era probabilmente quella comandata da Estevão da Gama, la Flor de la Mar, una nau di 400 tonnellate, la più grande di quel tipo mai costruita. Le dimensioni esatte delle altre grandi navi (l'ammiraglia São Jerónimo, la Lionarda e la Leitoa/Esmeralda) sono sconosciute ma si presume fossero abbastanza consistenti (250 t o più). Queste grandi navi furono designate per tornare con il carico di spezie a Lisbona. I legni più piccoli (navetas da 80-120t e caravelle da 40-80t), erano navi da combattimento ben armate destinate, se necessario, a rimanere come navi da pattugliamento in India.
Il clan Gama, come anticipato, dominava la flotta: Vasco da Gama, suo cugino Estevão, gli zii Vicente e Brás Sodré. Abbiamo ipotizzato che Pêro de Ataíde fosse la stessa persona soprannominata "Inferno", un notevole capitano veterano della Seconda Armata di Cabral. Ma in alcuni resoconti, il nome compare come "Álvaro de Ataíde", nativo dell'Algarve e forse nuovo cognato di Vasco da Gama che aveva recentemente (1500 o 1501) sposato Catarina de Ataíde. Lopo Mendes de Vasconcellos era un futuro cognato in quanto fidanzato di Teresa da Gama, sorella di Vasco.
Tra i restanti capitani, il più significativo fu probabilmente Dom Luís Coutinho, figlio del conte di Marialva, alto nobile di notevole rango alla corte portoghese. Diogo Fernandes Correia (arcaicamente, Corrêa) fu pre-designato dalla Casa da Índia come fattore di Kochi in sostituzione del fattore Gonçalo Gil Barbosa che Cabral aveva lasciato.
C'era una significativa partecipazione privata nella flotta. Due navi aevvano capitani italiani: Tomásio da Cremona ("Thomas de Carmona") e Giovanni Buonagrazia ("João da Bonagracia") di Firenze, entrambi erano probabilmente equipaggiati privatamente da consorzi italiani, sebbene la nave di Buonagrazia sia identificata come appartenente a Ruy Mendes de Brito, un gentiluomo della camera reale, che però potrebbe essere stato il prestanome, cosa per nulla insolita alla Corte di Lisbona, d'un gruppo d'investimento straniero. Lopo Dias è identificato da Barros come dipendente di D. Alvaro di Braganza che aveva allestito privatamente navi in armate precedenti in collaborazione con il consorzio Marchionni, quindi c'è motivo di presumere che la nave di Dias fosse allestita allo stesso modo, tanto più che il cronista italiano Matteo da Bergamo pare riferirsi alla nave di Lopo Dias definendola "nave de Bartolomeo [Marchionni]". Si dice che la Leitoa Nova sia stata equipaggiata privatamente dal potente nobile Tristão da Cunha in collaborazione con la misteriosa donna mercante di Lisbona Catarina Dias de Aguiar. I testimoni oculari suggeriscono che anche altre tre navi fossero equipaggiate privatamente.
A bordo delle navi, come passeggeri, c'erano Gaspar da Gama (l'ebreo catturato da Gama ad Angediva nel 1498 che aveva servito come diplomatico nell'armata di Cabral), un ambasciatore del Kolathiri Raja di Cannanore e uno dei due nobili ostaggi di Kochi portati inavvertitamente a Lisbona da Cabral. L'altro ostaggio inviò invece una lettera al Trimumpara Raja, principe di Kochi, indicando l'utilità del suo ruolo d'ambasciatore presso la corte portoghese.
C'erano due passeggeri italiani (Milanesi secondo Ludovico de Varthema; Schiavoni secondo Faria e Sousa) sull'armata - entrambi ingegneri militari e probabilmente agenti segreti veneziani - che avrebbero svolto un ruolo sinistro in India. Erano conosciuti con i loro nomi portoghesi: João Maria (Gianmaria) e Pêro António (Pierantonio).
La IV Armata è insolitamente benedetta da numerosi resoconti di testimoni oculari che integrano le cronache standard: (i) il resoconto d'un anonimo marinaio fiammingo a bordo della Leitoa Nova nel II Squadrone; (ii) il resoconto d'un anonimo marinaio portoghese; (iii) il breve resoconto d'un anonimo marinaio tedesco; (iv) il resoconto dettagliato di Thomé Lopes, cancelliere della nave di Giovanni Buonagrazia nel III Squadrone; (v) due lettere spedite dal Mozambico nell'aprile 1503 dall'italiano Matteo da Bergamo, che, per deduzione, viaggiava sulla nave di T. Carmona; (vi) lettere spedite da Lisbona dagli agenti italiani Francesco Corbinelli e Giovanni Francesco Affaitati tratte da interviste con gli equipaggi appena rientrati nell'agosto 1503.

## La missione
La missione principale della IV Armata era regolare i conti con lo Zamorin di Calciut. Questa non era una missione diplomatica ma militare. La spedizione doveva vendicare il maltrattamento di Cabral da parte dello Zamorin e il massacro dei portoghesi nella feitoria  di Calicut. La spedizione non portava abbastanza uomini per la conquista di Calicut, puntando su d'una dimostrazione di forza che intimidisse a dovere lo Zamorin. L'obiettivo era il cuore del benessere di Calicut: il commercio. Nei piani pre-varo, lo squadrone di Vasco da Gama avrebbe dovuto porre sotto embargo Calicut, impedendovi l'ingresso di qualsiasi nave, mentre lo squadrone di Vicente Sodré doveva pattugliare il Golfo di Aden e imbottigliarvi eventuali spedizione arabe dal Mar Rosso. Questo, si pensava, sarebbe stato sufficiente per mettere in ginocchio lo Zamorin e chiedere i termini. I termini previsti prevedevano che lo Zamorin facesse ammenda per la feitoria e ripristinasse il commercio portoghese sulla costa del Malabar. Questa volta Gama aveva l'ordine di accettare nientemeno che una garanzia di prezzo fisso. Lo Zamorin sarebbe stato anche obbligato a perseguire gli istigatori del massacro portoghese e ad espellere tutti i mercanti arabi dai porti sotto la sua influenza.
I cronisti affermano che l'Armada aveva ricevuto istruzioni esplicite di stabilire feitoria a Kochi e Cannanore, città rivali di Calicut che avevano aperto buoni rapporti con Cabral. Tuttavia, sappiamo di un solo fattore designato portato da Gama, Diogo Fernandes Correia. Ciò ha portato alcuni storici a sospettare che forse questo era solo un piano di riserva nella migliore delle ipotesi. In altre parole, si prevedeva che una volta risolta la lite con lo Zamorin, le operazioni portoghesi sarebbero state nuovamente concentrate su Calicut, con Diogo Fernandes Correia ad operarvi quale fattore, e che le altre città più piccole, con i loro mercati più piccoli, sarebbero semplicemente passate di nuovo in secondo piano.
Infine, la spedizione ricevette l'ordine di aprire il commercio con la città-stato africana di Sofala, già segretamente esplorata da Pêro da Covilhã durante la sua spedizione via terra nel 1487 che l'aveva identificata come il punto finale del commercio dell'oro di Monomatapa. La corona portoghese era ansiosa di attingere a quella fonte d'oro ma tutte le armate precedenti non erano riuscite a trovarla fino a quando Sancho de Tovar, al comando d'una nave della II Armata, aveva finalmente localizzato Sofala l'anno precedente, senza mettervi piede. Sembra che a ogni nave di Gama abbia ricevuto istruzioni reali per commerciare con Sofala.

## Il viaggio di andata

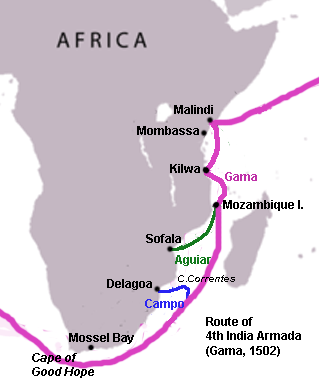
Rotta approssimativa della IV Armata d'India (1502) lungo la costa africana.
- viola = rotta della flotta principale (Vasco da Gama);
- verde = deviazione di Pedro Afonso de Aguiar;
- blu = deviazione di Antão Vaz do Campo.

10 febbraio 1502 - Due squadroni della IV Armata (10 navi sotto Vasco da Gama e 5 navi sotto il viceammiraglio Vicente Sodré) partono da Lisbona.
Fine febbraio 1502 - La flotta si ancora in Senegal, a Porto de Ale (Sali Portudal) o a Bezeguiche (Baia di Dakar) per prendere acqua. È riportato in una cronaca che Fernan d'Atouguia, capitano della Leitoa Nova, si ammalò e vi morì. Gama trasferisce l'esperto capitano Pedro Afonso de Aguiar dalla piccola nau Santa Elena alla grande nau Leitoa Nova ed eleva uno dei suoi compagni, Pêro de Mendonça, capitano del legno di Aguiar.
Inizio marzo 1502 - L'Armada salpa dall'Africa a sud-ovest e fa una breve sosta adacquatoria a Cabo de Santo Agostinho (Brasile), prima di traversare l'Atlantico meridionale verso il Capo di Buona Speranza.
1 aprile 1502 - Lo squadrone di 5 navi di Estevão da Gama parte finalmente da Lisbona. Tracciando il proprio corso, raggiungerà il corpo principale della spedizione in India.
Aprile-maggio 1502 - Violente tempeste al Capo separano le quindici navi della flotta di Vasco da Gama. Ogni capitano è costretto ad attraversare in solitaria il Capo ed adirigersi verso il rendez-vous prestabilito dall'altra parte.
Maggio 1502 - Dopo soste adacquatorie a Madera e a Capo Verde, il III Squadrone avrebbe avvistato un'isola nell'Atlantico meridionale: un'isola di capo Verde o il Penedo di Sao Pedro (isolotti al largo della costa brasiliana) o addirittura le meridionali isole di Trindade e Martim Vaz. I portoghesi proseguono senza indagare. Per coincidenza, quello stesso mese, la III Armata di João da Nova al ritorno dall'India scopre l'isola di Sant'Elena. La flotta di ritorno non incontrerà nessuna delle navi dell'armata in andata che raccoglieranno però le lettere di Nova lasciate a Malindi con le ultime notizie dall'India.
7 giugno 1502 - Lo squadrone di Estevão da Gama viene colto da una terribile tempesta intorno al Capo e si divide in due gruppi: Estevão e le navi di Lopo Dias e Thomaz de Carmona (con Bergamo a bordo) tengono come trio, mentre Lopo Mendes de Vasconcellos (Julia) e la nave di Buonagrazia (con Lopes a bordo) formano una coppia separata.

### Contatti con Sofala efeitoriadi Mozambico
10 giugno 1502 (circa) - Le cronache differiscono su ciò che accade esattamente dopo che i primi squadroni doppiarono il Capo. Stando a Correia, Vasco da Gama fu tra le prime navi ad arrivare nell'Isola di Mozambico, punto di ritrovo prestabilito, e li venne in più miti consigli con il locale sceicco con il quale aveva litigato nel 1498. Secondo altri cronisti invece lo sceicco sarebbe stato diverso. Fatto sta che Gama non ebbe problemi ad ottenere provviste e a sostare a Mozambico in attesa del resto della sua malconcia flotta.
L'unica perdita nota della traversata è la piccola nau Santa Elena, capitanata dal novizio Pêro de Mendonça, che catturata dalle cattive correnti intorno a Capo Correntes, finì arenata nei pressi delle rive di Sofala. Tuttavia l'equipaggio fu salvato dalle navi di passaggio di Francisco da Cunha Mareco (Bretoa) e Fernão Rodrigues Bardaças (Santa Marta). Causa l'eccesso d'equipaggio della Santa Elena, Gama ordina la costruzione da zero d'una caravella a Mozambico, apparentemente usando materiale presente nelle stive delle navi per questo scopo. Sebbene non sia menzionata in tutte le fonti, pare che la caravella di António do Campo ('Antão Vaz' in Correia), sia stata gravemente danneggiata a Capo Correntes e sia andata alla deriva nella Baia di Maputo. Campo non raggiungerà Gama in tempo per la traversata dell'Oceano Indiano e rimarrà bloccato in Africa fino all'anno dopo (v.si seguito).
Secondo Correia, durante le riparazioni a Mozambico, Vasco da Gama inviò Pedro Afonso de Aguiar (Leitoa) e due caravelle a sud verso Sofala. Seguendo il rapporto di ricognizione di Sancho de Tovar della II Armata, Aguiar guidò le prime navi portoghesi nel porto di Sofala. Aguiar scese a terra ed avviò alcuni scambi nei mercati locali mentre cercava il sovrano locale, il sultano/sceicco Isuf di Sofala (Yçuf in Barros; Çufe in Gois). Venne organizzata un'udienza e Aguiar redasse un trattato commerciale e di alleanza tra il Portogallo e Sofala. Sistemate le questioni e scambiati i doni, Aguiar prese a bordo un ambasciatore di Sofala per incontrare Vasco da Gama a Mozambico.
In altri resoconti, principalmente Osorio, moderatamente corroborato da altri cronisti e dall'anonimo testimone oculare portoghese e da Matteo da Bergamo, fu lo stesso Vasco da Gama, e non Aguiar, a raggiungere Sofala. Gama non sarebbe quindi andato a Mozambico subito dopo la traversata del Capo; piuttosto, la maggior parte della flotta si incontrò in qualche baia senza nome a poche leghe a nord di Sofala (forse il 'Rio dos Boms Sinaes'). Gama spedì Vicente Sodré con la flotta principale a Mozambico, mentre lui rimase indietro. Stando a Castanheda, fu Aguiar a portare la flotta a Mozambico mentre Gama portò quattro nau a Sofala. La costruzione della nuova caravella fu quindi supervisionata da Sodré, non da Gama. Dopo aver tenuto conto di tutte le navi e averle inviate in Mozambico, lo stesso Vasco da Gama fece rotta verso sud con quattro navi verso Sofala, condusse alcuni commerci e aprì il primo contatto con il sovrano di Sofala. Ciò significherebbe che Gama fu l'ultimo ad arrivare a Mozambico. In questo resoconto alternativo, la nave perduta di Mendonça (o Fernandes) era una delle quattro che andavano con Gama a Sofala, e si capovolse mentre usciva dalle rive di Sofala.
Fine giugno 1502 - Vasco da Gama prese accordi per lasciare il Mozambico vi fondò una feitoria sull'isola di Mozambico, con Gonçalo Baixo come fattore e una decina di assistenti, per capitalizzare i risultati della missione commerciale di Sofala. Finita la nuova caravella, Gama la battezza Pomposa e la pone, insieme a circa 30 membri dell'equipaggio, al comando di Juan Serrano (di futura fama magellaniana), con l'ordine di prelevare qualsiasi merce da Sofala. Secondo Correia, Gama non era disposto ad aspettare i risultati della missione di Aguiar a Sofala e salpò da Mozambico prima che Aguiar tornasse. Di conseguenza, Aguiar fu costretto a lasciare l'ambasciatore di Sofala a Mozambico e salpò per Malindi, sperando di raggiungervi Gama.

### Estorsioni a Kilwa

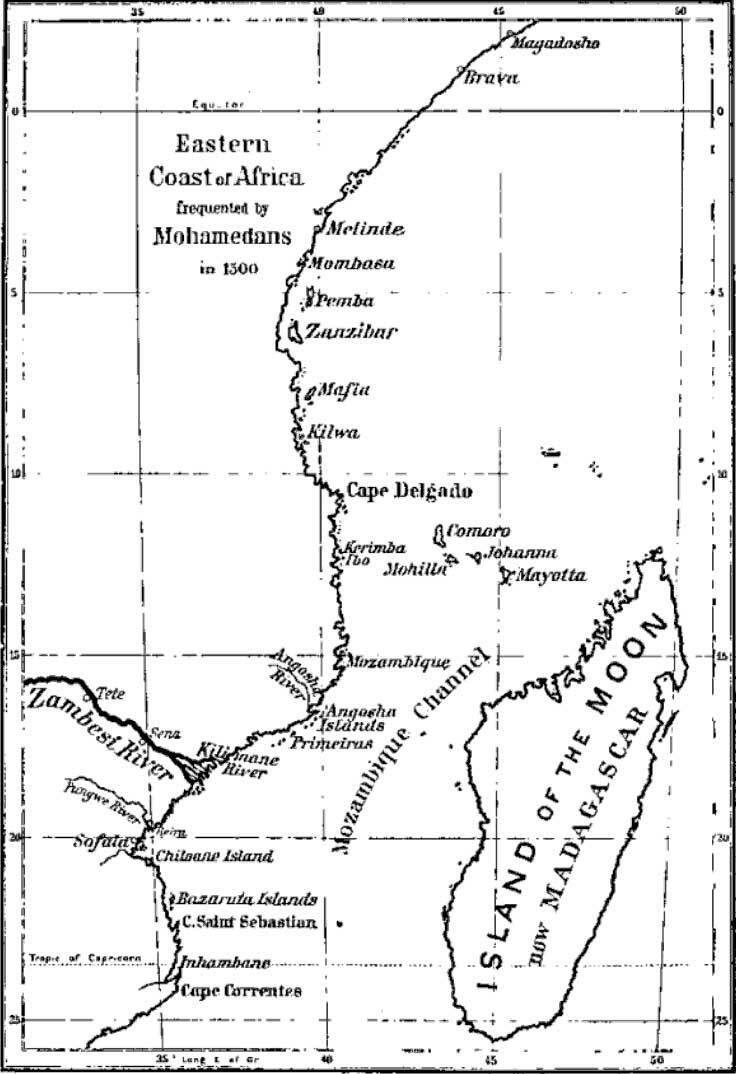
Africa orientale, c. 1500. Il Sultanato di Kilwa dominava formalmente da Malindi a nord a Capo Correntes a sud.

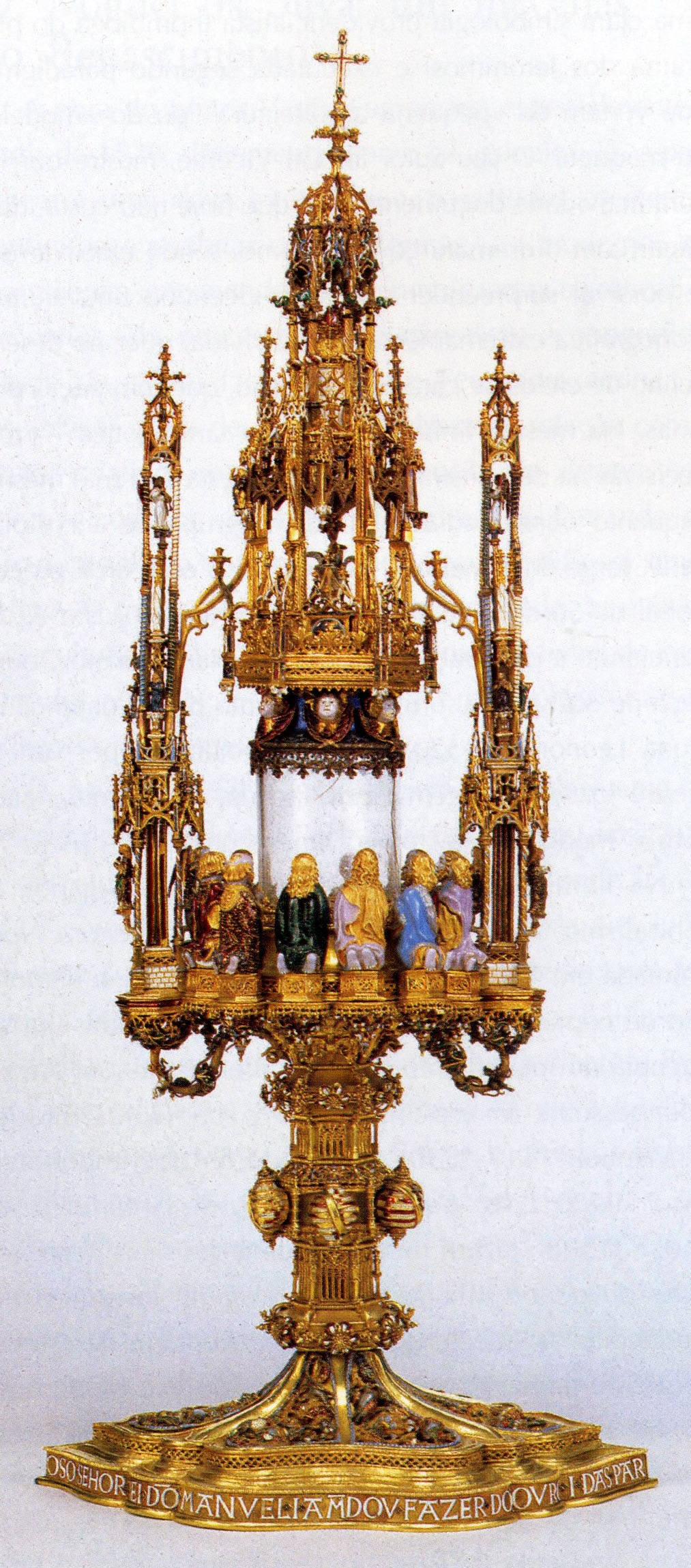
La Custódia de Belém, forgiata con il tributo di Kilwa.

Gama puntò su Kilwa (Quiloa), la città-stato dominante sulla costa orientale africana: il Sultano di Kilwa era il signore formale del Mozambico e di Sofala. Se la neonata presenza commerciale portoghese in quelle città africane doveva rimanere indisturbata, i portoghesi dovevano assicurarsi il consenso di Kilwa. Cabral aveva tentato, senza successo, di ottenere un trattato con Kilwa nel 1500. Gama decise di riprovare, determinato a non accettare un no come risposta. Memore della lezione di Calicut, Gama voleva anche aggiungere un tocco di intimidazione, sfruttando la sua flotta pesantemente armata per imprimere al Sultano le conseguenze d'una eventuale interferenza o del rifiuto di qualsiasi accordo.
Il 12 luglio 1502, la grande e minacciosa armata di Gama arrivò a Kilwa. L'ammiraglio mandò a chiamare il sultano al-Fudail invitandolo a bordo della São Jeronimo, per negoziare un trattato di pace e commercio. Il sultano era stato assassinato e sostituito nel 1499 dal suo primo ministro, l'emiro Ibrahim, assurto al trono quale reggente per conto d'un fantomatico erede sconosciuto a tutti. Lo scaltro emiro, in rapporti di ostilità con Isuf di Sofala che si era prontamente alleato ai portoghesi, fiutò una trappola e chiese pertanto a Gama un salvacondotto che gli fu prontamente concesso ma ottenuto il quale si rifiutò comunque di salire a bordo dell'Ammiraglia. Dopo molte discussioni, uno dei suoi consiglieri, un ricco nobile chiamato Muhammad ibn Rukn ad Din (anche "Muhammad Arcone" o "Ancone" o "Enconij") persuase l'emiro ad accettare l'offerta portoghese. Ibrahim fu traghettato all'ammiraglia e salì a bordo. Dopo cordialità minime di apertura e ostentati proclami di amicizia, Gama stabilì il suo prezzo: un trattato con il Portogallo pagato con un pesante tributo in denaro. L'emiro, sgomento, dichiarò il tributo un disonore e rifiutò. Gama minacciò di radere al suolo la città, d'incendiarla e distruggerla. Ibrahim, prigioniero a bordo, accettò con riluttanza e firmò un trattato che rese Kilwa tributaria del Portogallo. Lasciando a bordo come ostaggio il nobile e consigliere di Kilwan, Muhammad Arcone, l'emiro torna a terra per prendere accordi.
Metà luglio 1502 - Dopo alcuni giorni di permanenza nel porto di Kilwa e nessun segno del tributo promesso dall'emiro, Gama invia un messaggero per verificare la causa del ritardo. L'emiro Ibrahim invia un messaggio rifiutando di produrre il tributo ed avvisa Gama di far ciò che vuole di Muhammad Arcone, rivelatosi un indegno consigliere. L'arrabbiato Gama getta Arcone in una barca, senza acqua, a morire di caldo ed insolazione. Il ricco Arcone offre allora a Gama un consistente riscatto per la libertà. Sapendo che l'ostaggio è altrimenti inutile per lui, Gama acconsente.
20 luglio 1502 - Soddisfatta la vendetta sul cattivo consigliere Muhammad Arcone, l'emiro Ibrahim di Kilwa decide finalmente d'inviare il tributo, circa 1500 metical, per soddisfare Gama che, ansioso di non perdere i venti monsonici per l'India, s'accontenta. La narrazione è corroborata da una fonte di Kilwa.
Le monete d'oro estorte a Kilwa furono usate dall'orafo Gil Vicente nel 1506 per realizzare la famosa pisside o ostensorio d'oro noto come Custódia de Belém, per il Monastero dos Jerónimos di Belém, considerato da molti uno dei più magnifici tesori della corona portoghese.
Correia riporta un piccolo aneddoto precedente alla partenza dei portoghesi: diverse dozzine di donne Kilwan rapite e portate a bordo delle navi da annoiati marinai lusitani per svagarsi si rifiutarono poi di tornare a casa. L'emiro Ibrahim promise loro l'impunita, salvo il non poter garantire un rientro a casa per chi si fosse fatta eventualmente battezzare dai cappellani dei legni portoghesi. Con grande gioia dell'equipaggio, un riluttante Gama permise alle donne di restare a bordo.
15 luglio 1502 (circa) - Parte del III Squadrone di Estêvão da Gama (Gama, Dias, Carmona) arriva a Mozambico affamato e pesantemente danneggiato. Le altre due navi dello squadrone (Vasconcellos e Buonagrazia) puntano su Sofala. Le due squadre non si riallacciano. Il trio di Estêvão da Gama si dirige a Kilwa, ignorando il regimento d'instaurare commerci con Sofala e preferendo optare per un ricongiungimento con il resto della spedizione. Soli a Sofala, Vasconcellos e Buonagrazia procedono a nord fino alla foce del Rio de Bons Sinaes (fiume Zambesi) dove si fermano per riparazioni.
23 luglio 1502 - Estêvão da Gama, Dias e Carmona arrivano a Kilwa appena in tempo per riunirsi con Vasco da Gama, prossimo alla partenza. In quel momento (il 22 luglio in realtà) Vasconcellos e Buonagrazia arrivano finalmente a Mozambico, prendendo nota degli appunti e dell'itinerario lasciati dai compagni e salpano per Malindi, sperando di raggiungervi la flotta. Correia e Barros fanno invece confusione asserendo che tutta la pattuglia di Estêvão da Gama si ricongiunse alla flotta solo in India.
Fine luglio 1502 - Vasco da Gama arriva a Malindi, appena in tempo per essere accolto da Pedro Afonso de Aguiar che gli riferisce i risultati del trattato con Sofala. La flotta di Gama in realtà non attracca a Malindi causa maltempo ma riesce a ottenere alcuni rifornimenti e a scambiare messaggi con gli emissari di Malindi in mare. Stando a Correia, il sultano stesso di Malindi si portò, in barca, da Gama; l'ancoraggio di quest'incontro dovette presumibilmente avvenire a circa cinque leghe dalla città.
29 luglio 1502 - Vasco da Gama lascia Malindi e traversa l'Oceano Indiano senza le navi di Campo, Vasconcelos e Buonagrazia.
2 agosto 1502 - Le restanti due navi del III Squadrone (Vasconcelos e Buonagrazia) arrivano a Malindi, pochi giorni dopo la partenza di Gama. Sono ben accolti dal Sultano di Malindi. Raccolgono alcune lettere lasciate al degredato Luiz da Moura a Malindi dalla flotta di João da Nova di ritorno pochi mesi prima che riportano le ultime notizie indiane. Non si fermano a lungo ma salpano immediatamente dopo la flotta di Gama.

### Campo nella baia di Delagoa
L'ultima nave scomparsa, la caravella di António do Campo del I Squadrone, non raggiungerà l'India quell'anno. Come già accennato in precedenza, pare sia stata raggiunta e colpita da forti venti a Capo Correntes e costretta alla deriva dalla corrente del Canale del Mozambico senza meta a sud-ovest. Si dice che sia arrivata a Delagoa Bay (ora Maputo Bay). L'ampia baia allora sconosciuta è bagnata da tre fiumi: il fiume Maputo a sud, l'Espirito Santo a ovest (in realtà un estuario formato dai fiumi Umbeluzi, Matola e Tembe) e il fiume Maniça (ora Incomati) a il nord. Avendo gli indigeni avvisato Campo che lo Espírito Santo proveniva da un grande lago nel profondo dell'interno, il portoghese lo chiamò Rio da Lagoa (it. "Fiume della Laguna") da cui deriva il nome con cui la baia di Maputo fu a lungo conosciuta: 'Baia di Delagoa'.
Costretto a soffermarsi a Delagoa per le riparazioni, Campo s'affretta a nord per cercare di raggiungere il resto della IV Armata a Malindi ma arriva troppo tardi (metà settembre). La flotta era già partita per l'India e i venti monsonici impedivano la traversata. António do Campo resterà sulla costa dell'Africa orientale fino all'aprile successivo.

## Gama in India

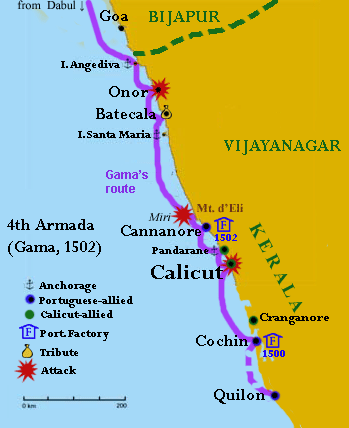
Costa del Malabar (India) c. 1500 - il percorso della Quarta Armata d'India (Gama, 1502)

Metà agosto 1502 – Traversato l'Indiano, l'Armada approda nei pressi dell'opulento porto di Dabul (a nord di Goa) nelle acque territoriali del potente sultano musulmano Adil Shah (Hidalcão) di Bijapur. Temendo guai, le navi da combattimento issano le vele latine e caricano i cannoni ma nessuno esce a sfidare gli europei che iniziano così costeggiare a sud verso il Kerala.

### Onor e Batecala
20 agosto 1502 (circa) - Gama raggiunge l'isola di Anjediva. Il giorno successivo, le navi di Giovanni Buonagrazia (che trasporta Thomé Lopes) e Lopo Mendes de Vasconcellos (Juiloa) raggiungono il resto della flotta. Fatta eccezione per la nave di Campo (ancora bloccata in Africa) e Serrão (in pattuglia intorno alla feitoria di Mozambico), tutta la spedizione, 18 delle 20 navi partite da Lisbona, è riunita e censita: si stimano 300 tra malati e feriti e 60-70 morti tra marinai e mozzi.
Correia, unico tra i cronisti, debolmente supportato dal colorito resoconto dell'anonimo marinaio fiammingo, riporta a questo di azioni militari di Gama ad Honavar (Onor) e Bhatkal (Batecala).

Intorno ad Anjediva, i portoghesi individuano tre imbarcazioni appartenenti a Timoji, il corsaro indù che opera a Onor, sulla linea di guerra tra il Sultanato di Bijapur musulmano e l'Impero di Vijayanagara induista. Le inseguono alla foce del fiume Sharavathi, ove le barche dei pirati si infilano nel porto di Onor. Assicurato da Gaspar da Gama che Onor è un nido di corsari, Vasco da Gama ordina un attacco alla città: le squadre di sbarco lusitane attaccano il porto, saccheggiando e incendiando navi e banchine. Il giorno dopo l'incursione su Onor, l'Armada arriva alla foce del fiume che porta alla città di Batecala, a sud di Onor. Percependo ciò che considera gesti ostili dalla riva, il capitano maggiore invia il cugino Estêvão a monte della città per indagare. Ai moli di Batecala, Estêvão spia diverse navi mercantili arabe e si prepara alle ostilità ma la sua attenzione viene presto attirata da un piccolo gruppo d'uomini in abiti decorati che si precipitano al molo, chiamandolo freneticamente: si tratta di un'ambasciata del raja di Batecala che chiede un'udienza immediata all'ammiraglio portoghese. Estêvão porta l'ambasciata al cugino. Evidentemente, conosciuto il destino di Onor, l'ambasciata si offre di sottomettersi ai portoghesi. Vasco da Gama accetta di lasciare in pace Batecala in cambio d'un tributo annuale di 1.000 sacchi di riso bianco e 500 sacchi di riso di qualità (probabilmente Basmati). Batecala deve anche accettare l'espulsione dei mercanti arabi dalla città, che nessun commercio di pepe vi sia effettuato e che nessuna nave possa viaggiare tra Batecala e Calicut. Il trattato è redatto per iscritto e firmato.

Batecala è sminuita da Correia come un modesto porto di riso, ferro e zucchero a sud di Onor. Era in realtà il principale sbocco marittimo del Vijayanagara nonché centro di approvvigionamento di splendidi cavalli persiani e arabi per la cavalleria dei principi di Vijayanagara.

### Massacro dei pellegrini musulmani
Fine agosto/inizio settembre 1502 – Finiti gli affari a Batecala, Vasco da Gama salpa verso Cannanore. Si ancorano intorno al Monte d'Eli, il comune punto di contatto per le navi sulla rotta araba Jedda-Calicut, evidentemente con l'intenzione di far bottino prima di procedere.
29 settembre 1502 - Dopo aver battuto il Monte d'Eli per quasi un mese con scarso successo, viene catturata solo una nave di poco conto (un sambuco?), il capitano Gil Matoso (São Gabriel) individua una grande nave mercantile che trasportava pellegrini musulmani tornando da La Mecca (o andandovi - le cronache si contraddicono). La nave, la Miri, è identificata come appartenente a un certo al-Fanqi, uno degli uomini più ricchi di Calicut (secondo Correia fratello di Coja Casem - v.si seguito); secondo alcuni, il fattore meccano di Calicut! Matoso insegue la nave che si arrende piuttosto rapidamente, probabilmente immaginando che il suo padrone avesse abbastanza soldi per riscattarla. Vasco da Gama ignora tutte le offerte. Mentre l'equipaggio portoghese saccheggia la nave e trasferisce il suo carico, diventa subito evidente che Gama intende bruciare la nave con tutti i suoi passeggeri - uomini, donne e bambini - a bordo. Quando Gama si dimostra sordo alle loro suppliche di pietà, i passeggeri attaccano freneticamente i soldati portoghesi con le loro nude mani, inutilmente.
3 ottobre 1502 - il testimone oculare Lopes lo definisce un giorno che "non dimenticherò mai per il resto dei miei giorni" (pt. "de que me lembrarei toda a minha vida"). Svuotata la nave catturata del suo carico, Gama ne chiude i passeggeri nella stiva, poi la fa incendiare ed affondare dall'artiglieria. La Miri ci mise alcuni giorni ad affondare. I soldati portoghesi, dalle scialuppe, trafissero senza pietà i sopravvissuti.
L'affondamento della Miri è un atto che cementerà la reputazione di crudeltà di Gama e genererà un grande odio per i portoghesi in India. Gama difese il suo operato definendolo una vendetta per il massacro di Calicut del 1500, sostenendo che il proprietario della nave, in quanto persona di spicco a Calicut, era fuor di dubbio parte del sinistro consiglio allo Zamorin che lo causò.

Dei testimoni oculari, tutti lo menzionano ma solo Thomé Lopes condanna apertamente l'atto, sostenendo che Gama agì "con grande crudeltà e senza alcuna pietà". I cronisti non esitano a descrivere l'evento e il loro disagio è evidente. Sebbene Barros e Castanheda ripetano la giustificazione di Gama, non sembrano accettarlo loro stessi. Barros, Gois e Osorio affermano inoltre che la nave apparteneva al Sultano d'Egitto e che quindi non erano assolutamente legata a Calicut, trasformando così l'atto di vendetta in un imperdonabile sbaglio, mentre studi recenti la ipotizzano addirittura di proprietà Gujarati. Correia sostiene invece la tesi della proprietà di Calicut ma è esplicito nella sua disapprovazione: nota che molti dei capitani portoghesi furono sconvolti dalla decisione di Gama e cercarono di dissuaderlo, se non altro perché avrebbero rinunciato a un ricco riscatto! Correia dà un resoconto straziante della disperata e valorosa resistenza dei passeggeri condannati e lo termina riportando di come uno di loro, gettatosi in acqua, riuscì a rimediare una lancia e la scagliò contro un portoghese uccidendolo. Il poeta Luís de Camões tace invece l'incidente, sentendolo evidentemente dannoso per l'eroico ritratto di Vasco da Gama.
Le stime delle persone uccise sulla Miri si aggirano intorno ai 300 individui. I cronisti portoghesi sono ansiosi di riferire che 20 bambini sono stati risparmiati da questo destino e riportati dall'Armada a Lisbona, dove furono battezzati e cresciuti come frati a Nossa Senhora de Belém. Barros è tra i cronisti che confermano quest'atto di pietà ma giusto poche pagine dopo c'informa che il numero complessivo dei bambini presenti sul natante era 50 e che Gama ne aveva volontariamente lasciati 20 a morire come vendetta dopo aver scoperto che questi arabi avevano recentemente portato un bambino cristiano a La Mecca ov'era stato convertito all'Islam! Tra i testimoni oculari, Lopes e l'Anonimo Fiammingo non fanno menzione di questa piccola misericordia (seppur Lopes insinui poi il riferimento a bambini a bordo della nave meccana); Matteo da Bergamo sì.

### Feitoriadi Cannanore
18 ottobre 1502 – Vasco da Gama raggiunge Cannanore e ne sbarca l'ambasciatore portato a Lisbona da Cabral. Il Kolathiri Raja di Cannanore invita Gama a scendere a terra per un elaborato ricevimento ma l'ammiraglio risponde che ha giurato di non mettere più piede sul suolo indiano fino a quando la sua vendetta su Calicut non sarà consumata, anche se secondo Lopes si sarebbe trattato di specifiche istruzioni dategli da Re Manuele I. Il rajah ordina allora l'erigenda d'una palafitta sulla quale incontrare Gama senza fargli violare il voto. Gama presenta al raja lettere di Re Manuele I e doni munifici (una spada ingioiellata, una poltrona di broccato) e le discussioni iniziano immediatamente: viene negoziato un trattato commerciale e stabilita una feitoria a Cannanore con prezzi calmierati per le spezie che il raja garantisce personalmente.
La trattativa non fu senza intoppi, specie per la clausola del prezzo fisso. Il Kolathiri Raja protestò che non aveva alcun potere sui prezzi di mercato né il diritto di dettare leggi per come i commercianti privati disponevano della loro proprietà. Gama dovette ricorrere a finte, minacce e poi salpò da Cannanore in preda all'ira. Secondo Barros, salvò la trattativa Paio Rodrigues, il fattore portoghese (un privato al soldo di D. Alvaro di Braganza e del consorzio Marchionni) lasciato a Cannanore dalla Terza Armata di Nova all'inizio dell'anno. Dopo che Gama lasciò la città, fu lui a mediare tra il Kolathiri Raja e l'ammiraglio la stipula del trattato. Stando a Lopes, il sospettoso Gama avrebbe anche temuto, per un certo tempo, che Rodrigues gli stesse remando contro.
Correia sottolinea che questo fu il trattato che introdusse per la prima volta il sistema della cartaz portoghese. D'ora in poi, ogni nave mercantile lungo la costa del Malabar doveva presentare un certificato firmato da un fattore portoghese (a Cannanore, Cochin, ecc.) oppure essere oggetto di attacco e sequestro da parte della pattuglia portoghese. Questo sistema di licenze sarebbe stato successivamente adottato nelle altre coste controllate dal Portogallo (es. Africa orientale, Malacca, Brasile) con diversi gradi di successo, e mantenuto fino al XVIII secolo.

### Bombardamento di Calicut
25 ottobre 1502 – La flotta lascia Cannanore. I cronisti differiscono un po' sulla successiva sequenza degli eventi. Mentre era ancora a Cannanore, Gama aveva inviato Aguiar a Calicut per avvertirli che giungeva a chiedere conto del trattamento subito da Cabral ed ottenere un risarcimento per la distruzione della feitoria locale. Lo Zamorin mandò messaggeri a Cannanore con la promessa ch'era disposto a risolvere le questioni con Gama e a risarcire i portoghesi per la perdita dei loro beni. Gama ricevette però un messaggio da Gonçalo Gil Barbosa, il fattore portoghese di Kochi, che l'avvertiva trattarsi d'uno stratagemma tattico, avendo lo Zamorin avvisato tutti i principotti del Malabar di chiudere i loro porti e mercati ai portoghesi.
29 ottobre 1502 – La flotta di Gama arriva finalmente al porto di Calicut. Lo Zamorin invia quale emissario a Gama un bramino, secondo alcuni cronisti in abiti francescani ottenuti durante il massacro nella feitoria del 1500,, una mossa molto poco diplomatica che però i testimoni oculari Lopes e Bergamo non menzionano, pare reggente una bandiera bianca. Il bramino riferisce all'ammiraglio dell'arresto di dodici dei responsabili della rivolta del 1500 e propone un trattato di pace e amicizia e l'apertura di negoziati per il risarcimento dei beni sequestrati alla feitoria, pur rilevando che lo Zamorin stesso ha subito danni dalle azioni portoghesi e che intende detrarlo dal conto finale. Gama è arrabbiato, sentendo il cambio di tono dello Zamorin: chiede che la proprietà sottratta alla feitoria venga risarcita in toto e portata sulla sua nave e che tutti i mercanti musulmani siano espulsi da Calicut prima di avviare qualsivoglia negoziato.
In attesa della risposta dello Zamorin, Gama cattura un sambuco e alcune barche da pesca che si erano incautamente avventurate nel porto di Calicut, catturando una cinquantina di pescatori. L'azione fa arrabbiare lo Zamorin che invia una risposta severa a Gama, osservando che aveva già preso molte volte più proprietà dalle navi di Calicut e massacrato dieci volte più dei suoi cittadini (sul Miri, ecc.) rispetto ai portoghesi persi nella rivolta del 1500. Nonostante ciò, lo Zamorin era disposto al perdono non aveva intenzione d'espellere "i Mori" essendo Calicut un porto franco, ospitante 4.000-5.000 ricchi mercanti musulmani stando alle stime di Lopes. Lo Zamorin ordinò poi a Gama di rilasciare i suoi "ostaggi" e lo avvertì che non intendeva negoziare, perciò se Gama non era soddisfatto della sua offerta, doveva lasciare immediatamente Calicut, poiché non aveva il permesso di ancorarvisi.
31 ottobre 1502 - Infuriato dalla risposta, Gama invia un ultimatum pesante, dichiarando che il permesso dello Zamorin non significa nulla per lui e che ha tempo fino a mezzogiorno dell'indomani per consegnare le merci della feitoria alla sua nave. Gama usa l'intermezzo notturno per inviare le sue barche a sondare il porto di Calicut per trovare posizioni di fuoco ottimali, mentre le forze di Calicut iniziano a scavare freneticamente trincee, erigere una palizzata protettiva e disporre cannoni lungo la riva del porto.
1 novembre 1502 - A mezzogiorno, non avendo ricevuto risposta, Gama ordina che i suoi prigionieri Malabari siano impiccati agli alberi delle navi, assegnandone alcuni a ciascuna nave. La folla di Calicut si avvicina alla spiaggia per assistere allo spettacolo raccapricciante. L'Armada avanza poi nella rada e apre il fuoco. Il bombardamento è principalmente finalizzato allo sgombero della spiaggia e delle trincee. I cannoni dei Malabari sono troppo pochi (5 o 6, massimo 10), la loro portata e potenza troppo deboli ("non erano molto grosse, ma tiraveno tanto bene como le nostre") per fornire una risposta efficace. Il bombardamento continua fino a notte fonda, quando i cadaveri dei Malabari impiccati vengono ammainati, i loro piedi e le loro mani mozzate e inviate in una piccola barca alla spiaggia, con un messaggio offensivo allo Zamorin, inclusa la richiesta di rimborso ai portoghesi della polvere e della munizione spesa per distruggere la sua città.
2 novembre 1502 - Il mattino riprende il bombardamento della città. Le abitazioni per lo più povere sulla riva sono state rase al suolo il giorno precedente e i cannoni portoghesi ora hanno una visione chiara della città e delle case signorili dei cittadini più ricchi di Calicut. La città è bombardata senza sosta per tutta la mattina: secondo Lopes circa 400 colpi dei pezzi più grandi ed un numero indeterminato di piccoli; 300 colpi dai pezzi grandi secondo Bergamo. A mezzogiorno, quando i portoghesi fanno una pausa per il pranzo, un piccolo gruppo di navi malabari cerca di attaccare la squadra inattiva ma vengono rapidamente dissuasi.
3 novembre 1502 - Barros riferisce che i due giorni di bombardamento avevano paralizzato la città a tal punto che molti dei capitani sollecitano Gama ad autorizzare uno sbarco di truppe per saccheggiarla. L'ammiraglio, ancora speranzoso che lo Zamorin possa venire a patti, rifiuta la loro richiesta, credendo che un sacco non farebbe altro che aggravare le cose fino al punto di non ritorno. Così, la mattina, Gama salpa dal porto di Calicut soddisfatto della sua vendetta.
Nel suo racconto alquanto diverso, Correia non riporta l'impiccagione dei prigionieri prima del bombardamento bensì dopo. Davanti al porto della città in fiamme, Gama cattura un convoglio mercantile del Coromandel: 2 grandi navi e 27 piccole barche. L'ammiraglio fa trasferire il carico delle prede, bruciare le navi e mutilare gli equipaggi di denti, naso e mani. L'emissario bramino (ancora trattenuto dai portoghesi) viene rimandato a riva con una borsa piena di mani mozzate e un biglietto per lo Zamorin che gli dice di "farne un curry". Bergamo e l'anonimo fiammingo riportano anch'essi della cattura d'una grande nave dopo il bombardamento.
Il violento operato di Vasco da Gama scosse tutta la costa del Malabar. Le navi mercantili nei porti indiani lasciarono in fretta l'area o si nascosero. Tutte le spedizioni lungo la costa sostanzialmente si bloccarono.

### La pattuglia costiera
Prima di lasciare Calicut, Gama riunisce uno squadrone di cinque o sei navi da combattimento sotto Vicente Sodré e suo fratello Brás Sodré, con circa 200 soldati (principalmente balestrieri), per mantenere il blocco sul porto di Calicut e pattugliare la costa predando i commerci della città. L'esatta composizione della pattuglia differisce nei vari conti. Il seguente elenco non dovrebbe essere considerato autorevole in quanto provvisorio e compilato incrociando i dati dei vari resoconti, alcuni contrastanti.
I capitani sono presi dagli elenchi di Castanheda, Góis e Osorio. Altre fonti non sono così esplicite. I nomi delle navi sono provvisoriamente dedotti da Correia che, come al solito, distorce i nomi dei capitani.

### Kochi
3 novembre 1502 - In corso l'embargo su Calicut, Vasco da Gama arriva a Kochi con il grosso dell'Armada. Viene ricevuto dal Trimumpara Raja non senza una punta di ansia che le cordialità presto sedarono. L'ostaggio Nair preso accidentalmente dalla II Armata l'anno precedente viene riconsegnato, insieme alla lettera dell'altro Nair rimasto a Lisbona. Gama negozia un nuovo trattato commerciale con il sovrano di Kochi, questa volta a prezzo fisso, come a Cannanore. Diogo Fernandes Correia, il nuovo fattore designato per Kochi, solleva il fattore di Cabral, Gonçalo Gil Barbosa, che deve portarsi a Cannanore. Si misero entrambi subito al lavoro per acquistare spezie e caricare navi a Kochi per il viaggio di ritorno.
Correia è come al solito l'unico a riferire che, mentre conduce affari a Cochin, Gama riceve una lettera dalla regina reggente di Quilon (Coulão) per conto del suo giovane figlio, il raja Govardhana Martanda, nella quale invita i portoghesi a caricare spezie presso la sua città. Gama rifiuta educatamente, notando che non può fare nulla senza il permesso dei suoi ospiti di Kochi. Di conseguenza, la regina reggente invia un messaggero al Trimumpara Raja che all'inizio esita, temendo la concorrenza dei più ricchi mercati di Quilon. L'esigua offerta di Kochi preoccupa però i fattori portoghesi e viene raggiunto un accordo tra tutte le parti: Gama invierà solo due navi per caricare spezie a Quilon e promette di non crearvi una feitoria. Le due navi, che trasportano il fattore temporaneo João de Sá Pereira, il primo portoghese ad entrare a Quilon, caricheranno rapidamente e torneranno a Kochi entro dieci giorni.
19 novembre 1502 – Mentre si trova a Kochi, Gama riceve un messaggio dalla comunità cristiana siriana (secondo alcuni cronisti originaria di Mangalore) della vicina Cranganore che si offre di mettersi sotto la protezione del re del Portogallo. Gama accetta il loro dono, uno scettro rosso con la punta d'argento, un simbolico bastone di comando, ma nota che personalmente non può fare molto, poiché se ne andrà presto. Promette così ai siriani il supporto della pattuglia di Vicente Sodré, qualora ne avessero bisogno di qualcosa.

### Agguato nel porto di Calicut
3 gennaio 1503 – Un ricco bramino, accompagnato da figlio e nipote, si presenta a Kochi e chiede il permesso a Vasco da Gama di prendere un passaggio dall'Armada per il Portogallo. In un primo momento, afferma di cercare di saperne di più sulla religione cristiana in Europa ma alla fine rivela di essere un ambasciatore plenipotenziario dello Zamorin e che spera di parlare direttamente con Re Manuele e negoziare un trattato di pace tra il Portogallo e Calicut, poiché (secondo la stima dello Zamorin) i capitani dell'armata portoghese, che vanno e vengono ogni anno, non sembrano autorizzati a negoziare trattati durevoli. Gama gli assicura che è pienamente autorizzato dal suo re e allora il bramino si offre di mediare la pace tra lui e lo Zamorin. L'ammiraglio accetta ed il bramino torna a Calicut, ripresentandosi a Kochi accompagnato da un Nair della casa di Zamorin, con un'offerta concreta per risarcire i portoghesi per le merci perse nella feitoria di Calicut: 20.000 pardao (1 pardao = 370 real) da pagarsi metà in denaro e metà in spezie secondo Lopes. Ingolosito, Gama decide di finalizzare personalmente l'accordo.
5 gennaio 1503 – Vasco da Gama prende la nave di suo cugino, la Flor de la Mar, più una caravella, per riportare il bramino e il Nair a Calicut e finalizzare il trattato di pace con lo Zamorin. Gama lascia lo flotta a Kochi sotto D. Luis Coutinho. Le voci sull'imminente pace con Calicut fanno arrabbiare i mercanti di Kochi che temono danni da un nuovoaccordo con Calicut, così Coutinho ha difficoltà a garantire l'acquisto e il carico continui di spezie. Gama muove con una scorta leggera ma immagina che Vicente Sodré sia nelle vicinanze e possa fornire ulteriore sicurezza. Invece, Sodré ha lasciato Calicut pochi giorni prima. Aveva mantenuto l'embargo contro lo Zamorin giocando al gatto e al topo con i pescherecci che osavano avventurarsi fuori dal porto fino al giorno in cui non era stato attirato in una trappola: quaranta paraus armati di Calicut l'avevano circondato in un canale secondario; un colpo di cannone fortunato sulla nave di testa aveva spezzato l'accerchiamento, permettendo ai portoghesi di disimpegnarsi e puntare a Cannanore per ricongiungersi al resto della pattuglia.
Gama arriva nel porto di Calicut durante l'assenza dello zio, ignaro di tutto. Non vedendo traccia di Sodré, Gama ordina alla caravella di scorta di dirigersi verso Cannanore per trovarlo. Ancorata la grande Flor de la Mar all'interno del porto, Gama cala una scialuppa per portare il bramino a riva, incontrare lo Zamorin e provvedere alla consegna del risarcimento, trattenendo i due parenti del bramino ed il Nair a bordo come ostaggi. Trascorrono tre giorni di attesa, con il bramino che fa ripetutamente la spola avanti e indietro tra la nave e la riva per riferire e consultarsi sull'andamento dei negoziati. Tutto sembra andare bene ma nelle prime ore del mattino del quarto giorno un centinaio di sambuchi e parau armati sciamano nel porto dai canali vicini e circondano rapidamente la Flor de la Mar.: le barche, 70 o 80, erano state inizialmente prese dai portoghesi come semplici pescherecci fino a che non si erano tradite affiancandosi a coppie per montare i rispettivi cannoni. Le fiancate alte della nau impediscono il tiro dell'artiglieria: i cannoni sono montati troppo in alto e i parau sono troppo vicini per un angolo di tiro! I portoghesi si difendono con balestre, archibugi e rocce. Giorni prima dell'incontro, Gama aveva catturato un grosso parau, che ora era legato alla poppa della Flor e nel pieno del combattimento, i genieri Malabari remano fino al parau e lo riempiono di esca, trasformandolo in un brulotto che spingono verso la Flor. Gama ordina che i cavi vengano tagliati ed il parau alla deriva li mancano d'un soffio! Nel frattempo, i marinai portoghesi lavorano disperatamente al taglio della catena di ferro dell'ancora e salpano la nave. Man mano che si guadagna distanza da sambuchi e paraus, i cannoni della Flor aprono il tiro sul nemico. La nave raggiunge la foce del porto proprio mentre Sodré torna da Cannanore con tre caravelle. Vedendo che l'imboscata è sventata, le barche di Calicut tornano a sparire nei canali laterali del porto. Gama sfrutta l'occasione per disimpegnarsi, non prima d'aver ordinato ai suoi tre ostaggi (il figlio e il nipote del bramino e il Nair) d'impiccarsi all'albero maestro, in piena vista della città di Calicut, ed aver inviato i loro cadaveri a riva su di una zattera con un dispaccio nel quale giurava vendetta allo Zamorin.

### Battaglia navale di Calicut
Dopo l'agguato, Gama, scortato dalla pattuglia di Sodré, torna a Kochi. Sebbene i portoghesi sapessero che lo Zamorin aveva ordinato ai suoi vassalli malabari di radunare un'armata a Calicut, Gama sembrava fiducioso che la pattuglia costiera stesse tenendo tutto sotto controllo, forse ignorando che i piccoli natanti locali potevano andare e venire indisturbati nelle Backwaters del Kerala.
Fine gennaio 1503 – Il Trimumpara Raja di Kochi riporta informazione più inquietante: lo Zamorin ha assunto un corsaro arabo del Mar Rosso, 'Cojambar' (Khoja Ambar), e diverse grandi navi hanno aggirato il blocco portoghese giungendo a Calicut per unirsi alla flotta da combattimento sotto il comando dell'ammiraglio di Calicut, 'Coja Casem' (Khoja Kassein). La forza è stimata in 20 grandi navi, 40 sambuchi con cannoni (grandi dhow) e un numero innumerevole di piccoli paraus a remi. Trasportano diverse migliaia d'uomini armati. Sebbene una grande flotta di Calicut avesse fallito l'anno precedente contro la III Armata di Nova, molto più piccola, lo Zamorin avrebbe potuto calcolare che l'aggiunta delle grandi navi e dei capitani più esperti avrebbe potuto far pendere l'ago della bilancia, in particolare contro le navi ormai cariche di Gama.
Il Trimumpara Raja di Kochi esorta Gama a evitare lo scontro e salpare subito per il Portogallo. L'ammiraglio si rifiuta di rivedere i suoi piani: deve tornare a Cannanore per depositare lì il fattore Barbosa e prelevare un carico di zenzero che aveva ordinato; soprattutto, vuole vendetta per l'imboscata!
All'inizio di febbraio 1503, dopo un'ultima udienza con il Trimumpara Raja, Gama prende a bordo il suo ambasciatore alla corte di Lisbona, lascia Diogo Fernandes Correia come fattore a Kochi, imbarca il vecchio fattore Barbosa per trasferirlo a Cannanore, e salpa con una decina di navi a pieno carico. Viene raggiunto dallo squadrone di caravelle di Sodré e dirigono cautamente verso Cannanore, i cannoni pronti per eventuali imboscate. Gama e Sodré individuano la flotta di Coja Casem e Cojambar vicino alla costa, fuori dal porto di Calicut. In uno dei primi casi registrati di linea di battaglia navale, le nau e le caravelle di Gama si schierano in linea da un capo all'altro, concentrando tutta la loro potenza di fuoco contro le venti grandi navi arabe di Cojambar, affondandone un certo numero e danneggiando le altre prima che possano organizzarsi. Coja Casem procede comunque con i suoi sambuchi, sperando di usarne la velocità per superare i cannoni delle nau cariche ed abbordarle. Gama invia però loro incontro le caravelle di Sodré, mentre le nau ripiegano su Cannanore. Sebbene le caravelle siano in inferiorità numerica, non è una grande battaglia. La lotta è sostanzialmente finita quando Pero Rafael e Gil Matoso abbordano e catturano l'ammiraglia di Coja Casem (stranamente, trovata con molte donne e bambini a bordo). La flotta di Calicut si disperde e torna di corsa in porto. Le caravelle inseguitrici catturano un certo numero di sambuchi che rimorchiano ed incendiano davanti a Calicut. L'imboscata preparata da tempo è stata sventata. Sfuggito il pericolo, le caravelle si dirigono verso Cannanore per ricongiungersi alla flotta principale.
La battaglia navale di Calicut, come la battaglia navale di Cannanore dell'anno precedente, dimostrò ancora una volta l'importanza fondamentale della superiorità tecnica delle navi portoghesi e della loro artiglieria. Ma dimostrò anche ai portoghesi che lo Zamorin di Calicut non era così facile da intimidire come si aspettavano. Nonostante le azioni terroristiche, i bombardamenti e l'embargo, lo Zamorin si rifiutò fermamente di capitolare alle condizioni di Vasco da Gama. Al contrario, l'ingaggio d'una flotta corsara araba dimostrò l'intraprendenza e la volontà di continuare a combattere a lungo ed in modo strutturato contro i portoghesi. Il ricorso a Cojambar dimostrava infatti che lo Zamorin intendeva coinvolgere altri potentati dell'Oceano Indiano per colmare il divario tecnico tra le forze indiane e i lusitani. Era solo questione di tempo perché Calicut mettesse le mani sulla tecnologia araba o, meglio ancora, turca e veneziana.
Il lascito della battaglia di Calicut a Vasco da Gama fu certo l'estemporaneità della presenza lusitana in India: necessitavano più risorse di quelle che aveva per mettere in ginocchio lo Zamorin e assicurarsi l'accesso continuo ai mercati delle spezie. Questo era il messaggio che avrebbe riportato a Lisbona. Nel frattempo, la sua priorità era di fare tutto il possibile per mantenere l'avamposto portoghese in India, per proteggere le feitoria e gli alleati indiani (Kochi e Cannanore) dall'inevitabile vendetta dello Zamorin nel momento in cui l'Armada fosse ripartita.

### Ritorno a Cannanore
Arrivato a Cannanore, Gama vi lascia il fattore Barbosa e due assistenti, Bastião Álvares e Diogo Nunes. Con il permesso del Kolithiri Raja di Cannanore, Gama erige una piccola palizzata attorno alla feitoria e vi lascia circa 200 uomini armati (secondo alcune fonti solo 20).
Più problematica era la questione dello squadrone di pattuglia. A Lisbona, Vicente Sodré aveva ricevuto un regimento del re che l'incaricava di guidare una pattuglia di cinque o sei caravelle nel Golfo di Aden per depredare i ricchi navigli arabi che entravano e uscivano dal Mar Rosso. Gama, conscio della vulnerabilità di Kochi e Cannanore, fa pesare il suo grado di ammiraglio e ordina allo zio di accantonare la missione di saccheggi e mantenere la pattuglia sulla costa indiana, per difendere le feitoria e gli alleati indiani dallo Zamorin.

## Il viaggio di ritorno
Alla fine di febbraio 1503 Vasco da Gama salpa con le sue dieci (o dodici) navi cariche per Lisbona. Alcune cronache riportano la partenza di Gama da Cannanore il 28 dicembre 1502, il che significa che tutti gli eventi descritti in precedenza devono essere compattati entro quel periodo di tempo più breve.
Il viaggio di ritorno è veloce e relativamente agevole, con una sola fermata a Mozambico. S'incontra una lieve tempesta al Capo durante la quale la Flor da la Mar si separa dal convoglio. Si dice che Estêvão da Gama, tornato da solo a Lisbona, si sia imbattuto nelle isole dell'Atlantico meridionale di Sant'Elena, già scoperte l'anno precedente dalla III Armata.
La flotta principale di Vasco da Gama arriva a Lisbona nel settembre 1503. Gama consegna il suo rapporto, rivelando la sua incapacità di portare a patti lo Zamorin di Calicut e sollecitando l'immediato equipaggiamento d'una forte flotta per stabilire solide guarnigioni portoghesi permanenti per proteggere le città alleate di Kochi e Cannanore.
Gama arriva troppo tardi per influenzare l'allestimento della Quinta Armata d'India (Albuquerque, 1503), partita in aprile al comando di Alfonso de Albuquerque. La sua raccomandazione verrà ascoltata durante l'allestimento della successiva, la Sesta Armata d'India (Albergaria, 1504) in partenza nella primavera successiva al comando di Lopo Soares de Albergaria.

## Conseguenze

### Il destino della pattuglia Sodré
Marzo 1503 – Non appena la flotta di Gama lascia l'India, il Trimumpara Raja di Kochi riceve notizia che lo Zamorin prepara un'invasione terrestre ai suoi danni. Il fattore Correia esorta Vicente Sodré a mantenere lo squadrone di pattuglie di caravelle vicino alla città alleata ma Sodré, desideroso di facili saccheggi delle navi arabe del Mar Rosso, misconosce gli ordini del nipote, impugna il suo reggimento e parte per il Mar Rosso. Si dice che almeno due dei suoi capitani rifiutino gli ordini, rinunciando volontariamente al comando piuttosto che disobbedire agli ordini di Gama.
La composizione della pattuglia che si diresse al Mar Rosso varia nei diversi resoconti. Verosimilmente si parla di 6 navi in tutto: 1. Vicente Sodré, 2. Bras Sodré, 3. Pêro de Ataíde, 4. Pero Rafael, 5. Diogo Pires, 6. Fernão Rodrigues Bardaças.
Vicente Sodré si dirige dapprima a nord verso il Gujarat, dove cattura una grande nave mercantile al largo di Chaul. La pattuglia si dirige quindi a ovest e raggiunge il Golfo di Aden in cerca d'acque più pescose. Barros attribuirebbe a questo punto ai Sodré la scoperta dell'isola di Socotra, ufficialmente attribuita a Diogo Fernandes Pereira ed avvenuta nel 1503-1504. La pattuglia cattura circa cinque navi mercantili arabe ma, secondo il resoconto scritto in seguito da Pêro de Ataíde, i fratelli Sodré rivendicarono una quota sproporzionata del bottino per se stessi e s'appropriarono indebitamente del "quinto reale". Nel racconto di Ataíde, Brás Sodré appare come il cattivo della storia. Già scontenti della decisione di abbandonare i loro compagni in India, i capitani di pattuglia litigarono con i fratelli Sodré e quasi s'ammutinarono.
Alla fine di aprile, la pattuglia si è ancorata alle Khuriya Muriya, un gruppo d'isole al largo della costa dell'Oman. Gli abitanti locali li avvertirono che s'apprestava una tempesta stagionale e che avrebbero fatto meglio a spostare le loro navi in un rifugio più sicuro sul lato meridionale dell'isola. Quattro capitani di pattuglia spostarono le loro navi di conseguenza ma i fratelli Sodré rifiutarono, forse per la disputa in corso sul bottino. Come predetto dagli indigeni, arrivò una tempesta che distrusse e affondò le navi dei Sodré. Vicente affondò con la sua nave, mentre Brás sopravvisse e raggiunse la terraferma, ove però morì in circostanze misteriose. Il sito del relitto delle navi è stato scoperto nel maggio 1998 da Blue Water Recoveries Ltd (BWR) e scavato archeologicamente in una serie di spedizioni successive negli anni 2013, 2014 e 2015 condotte e gestite congiuntamente da David L. Mearns di BWR e dal Ministero dei Beni e delle Attività Culturali dell'Oman. I risultati e le conclusioni del progetto sono stati resi pubblici dal MHC in una conferenza stampa a Muscat il 15 marzo 2016 nella stessa data in cui è stato pubblicato un rapporto intermedio di Mearns, Parham e Frohlich nell'International Journal of Nautical Archaeology.
In seguito, le quattro navi rimanenti della pattuglia costiera, che elessero Pêro de Ataíde come nuovo comandante, tornarono in India. Tuttavia, i venti contrari resero il viaggio difficile, lento e doloroso. La pattuglia malconcia arrivò zoppicando nell'isola di Angediva nell'estate del 1503, dove sostò per riparare le navi danneggiate. Quattro giorni dopo l'arrivo ad Angediva, una quinta nave, la caravella di António do Campo che avendo perso il monsone dell'anno precedente ed aveva svernato in Africa orientale arriva ad Anjediva e si unisce alla pattuglia. Stanno ancora riparando ad Angediva quando le navi di Francisco de Albuquerque e Nicolau Coelho, l'avanguardia della V Armata, arrivano in India nell'agosto 1503.

### Primo assedio di Cochin
Aprile 1503 – Poco dopo la partenza di Sodré per il Mar Rosso, lo Zamorin si portò con un esercito di 50.000 uomini a Repelim (Edapalli), ai confini di Kochi, e chiese al Trimumpara Raja di consegnargli i suoi ospiti portoghesi. Il Trimumpara rifiutò e suo figlio Narayan respinse due assalti di Calicut. Con la corruzione e l'inganno, lo Zamorin fece disertare gran parte dell'esercito di Kochi, travolse le difese di Narayan e l'uccise in una battaglia vicino al guado di Edapalli. Il Trimumpara Raja e i portoghesi (il fattore Diogo Fernandes Correia e i suoi assistenti), accompagnati da una piccola leale guardia di Nair, abbandonarono Kochi e fuggirono a Vypin, un'isola barriera della laguna di Vembanad. Le difese naturali di Vypin e il peggioramento del tempo impedirono allo Zamorin di lanciare l'assalto anfibio all'isola, quindi, frustrato, diede Kochi alle fiamme. L'assedio si trascinerà per diversi mesi, fino a quando Francisco de Albuquerque, alla guida del resto della pattuglia di Sodré, arrivò a Kochi (agosto-settembre) costringendo le forze di Calicut a ritirarsi.
Ad un certo punto, nel corso di questo assedio, i due ingegneri militari italiani (e probabili agenti veneziani) che erano venuti come passeggeri sulle navi di Gama - conosciuti solo come João Maria (Gianmaria) e Pêro António (Pierantonio) - scapparono da Kochi e si diressero al campo dello Zamorin, offrendogli i loro servizi. Esperti forgiatori di cannoni, gli italiani insegneranno a Calicut a produrre grandi cannoni europei e contribuiranno a colmare il divario tecnologico tra l'artiglieria indiana e quella portoghese.
Lo Zamorin di Calicut, prima di bruciare Kochi, rimosse un'antica pietra sacra, sulla quale gli antichi re del Malabar (v. dinastia Chera) erano tradizionalmente consacrati come signori del mare e signori su tutti gli stati malabari. La pietra sacra era stata originariamente custodita presso l'antica capitale Malabari di Cranganore ma era poi stata spostata a Kochi. Lo Zamorin la trasferì nuovamente, questa volta ad Edapalli.

### Esplicative
1. ↑  Subrahmanyam 1997, p. 177 nota che Cabral era un membro del Ordine del Cristo fondato da Re Manuele I, mentre Vasco da Gama era membro del rivale Ordine di San Giacomo della Spada. Si è tentati di leggere nella lite Gama-Cabral una lite tra i due ordini, con Cabral come "candidato" dell'Ordine di Cristo e Gama di Santiago. Ciò aveva un fondo di verità per la nomina di Cabral alla Seconda Armada ma non sussiste per la Quarta Armada poiché la principale opposizione alla nuova nomina di Cabral venne dallo zio di Gama, Vicente Sodré, una figura di spicco dell'Ordine di Cristo, alcalde della loro casa spirituale, la cittadella di Tomar.
2. ↑  "El Rey tinha desgosto e disconfianca da duvidosa fortuna de Pedralvarez Cabral" Correia, p. 267 ma il provvidenziale intervento della regina rammentò a Manuele che Vasco da Gama sembrava non risentire di alcun problema di fortuna.
3. ↑  Correia, pp. 267-268 riporta che Gama percepì il fato della feitoria di Calicut come un fallimento poiché, nella sua spedizione del 1497–1499, aveva lasciato impunite le offese dello Zamorin, incoraggiandola ad un malcostume ancor più grande contro Cabral. Intese quindi la punizione dello Zamorin come un suo preciso dovere.
4. ↑  Correia, p. 267 è esplicito nell'indicare la speranza di Manuele che Gama invocasse la lettera: "El Rey dissimulou o muyto prazer do seu coracao". Castanheda, p. 130 si limita a riportare che Cabral fu privato del comando per giuste ragioni ("algũs justos respeitos").
5. ↑  Barros, Dec. I, Bk VI, c.2, p.21ff. riporta la lista in tab. con le seguenti modifiche: nel II Squadrone, assegna le navi a Vicente Sodré e Braz Sodré senza menzionare d'Atougoia o Pêro Rafael; indica d'Ataíde come 'Álvaro' piuttosto che 'Pêro'; riporta che Antonio Fernandes ricevette una nave solo a Mozambico; non elenca i nomi delle navi ma più avanti nella narrazione (es. p. 38) fa riferimento ad alcuni di essi: es. conferma la São Jeronimo a Gama, la Lionarda a Coutinho, la Juiloa a Lopo Mendes de Vasconcellos e identifica la nave di Gil Matoso come la São Gabriel (p. 38) anziché São Miguel e la nave di Pedro Afonso de Aguiar in India (la Leitoa secondo Correia) come São Pantaleão (p. 42)
6. ↑  Góis, p. 88 riporta rispetto alla lista in tab. le seguenti modifiche: nella prima squadra, Gil Fernandes è indicato come 'Luis Fernandes'; è omesso Diogo Fernandes Correa, sostituito da un certo 'Luis Pires'; nella seconda squadra, aggiunge Pêro Rafael e lascia Antonio Fernandes.
7. ↑  Castanheda, p. 130 riporta rispetto alla lista in tab. le seguenti modifiche: nella prima squadra elenca 10 navi ma 11 capitani, aggiungendo Pêro de Ataíde alla prima squadra - si apre quindi uno spazio per includere Pêro Rafael nel secondo squadrone; aggiunge un sesto nome al secondo squadrone - un certo "Diogo Pires", citato più tardi al comando di una caravella durante la Battaglia di Kochi (1504); i sei capitani sono smistati in cinque navi con António Fernandes in capo ad una nave solo dopo l'arrivo in India; non nomina i capitani della terza squadra.
8. ↑  Relação das Náos e Armadas da India, p. 13 riporta rispetto alla lista in tab. le seguenti modifiche: appunta il soprannome di Coutinho, 'Ramiro', e di Gil Fernandes, 'de Sousa'; parla di Álvaro d'Ataide, non Pêro, e Thomaz de 'Cremona', non 'Carmona'; non menziona Pêro Rafael; da informazioni sul tipo di navi, riportando cinque caravelle (Bardaças, A. Fernandes, Cremona, Dias and Bonagracia) ed il resto nau. In una glossa, riporta la lista originale di Barros.
9. ↑  Couto, Dec. X, Pt.1, Bk.1, c.16, pp. 118-9 riporta l'elenco di Barros con un paio d'apparenti errori di trascrizione: d'Ataíde viene indicato come Álvaro Sodré; Lopo Mendes come Lopo Martins de Vasconcellos; l'italiano Bonagracia come 'Buena Gracia'.
10. ↑  Prendendo spunto dai documenti d'archivio di Lisbona già pubblicati da Brito Rebello (1898), Subrahmanyam 1997, p. 192 dà nomi diversi ad alcune navi. Nota che le quattro navi designate a rimanere in India di pattuglia erano la São Paulo (caravella di Pêro de Ataíde?), Santa Marta (caravella di Fernão Rodrigues Bardaças?) e due nuovi nomi, la São Pedro e la Esmeralda, con la nota che quest'ultima fosse la nave pattuglia di Vicente Sodré (Correia, p. 291 insinua che la Leitoa e la Esmeralda fossero la stessa nave). Ci sono altre sette navi nominate negli archivi, con gli unici incarichi chiari che Francisco da Cunha era il capitano della Leitoa (piuttosto che Bretoa), Rui de Castanheda è assegnato alla São Pantaleão de Batecabello (piuttosto che Vera Cruz) e Pedro Afonso de Aguiar viene assegnato alla São Pantaleão do Porto (piuttosto che Santa Elena). Subrahmanyam conferma São Jerónimo a Vasco da Gama e Lionarda a Luis Coutinho. Poiché non abbiamo accesso all'articolo o ai documenti di Brito Rebelo, manterremo l'assegnazione originale dei nomi delle navi come fornita in Correia, sebbene sia quasi certamente errata. Tra l'altro, le testimonianze oculari di Thomé Lopes e Matteo da Bergamo introducono altri nomi di navi non presenti nell'elenco: Esmeralda che Lopes, p. 189 identifica come una delle tre più grandi della flotta; São Gabriel (forse di Gil Matoso?) e São António di 'Ruy de Figueiredo' (Castanheda? O è il nome dell'armatore?). Senza dubbio l'elenco di Correia utilizza alcuni soprannomi al posto dei nomi ufficiali di molte delle navi.
11. ↑  Tra le altre variazioni fornite da Correia, p. 266: nel I Squadrone ci sono Francisco Marecos (probabile soprannome di Francisco da Cunha), Rui da Cunha (= Rui de Castanheda) e Antão Vaz (= António do Campo); nel II Squadrone, Fernam d'Atouguia (in luogo di Vicente Sodré) e Pêro Rafael (in luogo di Brás Sodré); nel III Squadrone Correia, p. 288 solo Estevão da Gama è nominato correttamente; gli altri quattro sono indicati come Vasco Fernandes Tinoco, João Fernandes de Mello, Rui Lourenço Ravasco e Diogo Fernandes 'Peteira'. Gli ultimi due (Ravasco e 'Peteira') erano membri del III Squadrone di António de Saldanha nella Quinta Armata d'India (Albuquerque, 1503)! Aggiungendo confusione, Correia suggerisce anche che Saldanha fosse a bordo di questo come passeggero. Evidentemente, Correia confonde i terzi squadroni di due diverse armate: era impossibile che Saldanha, Ravasco e Peteira fossero tornati in Portogallo in tempo ripartire sull'Armada successiva!
12. ↑  Memória das Armadas segue la lista convenzionale ma assegna differentemente i nomi delle navi: es. Esmeralda a V. Sodre, S. Gabriel a Gil Matoso, S. Pantaleão a Aguiar, Batecabello a R. de Castanheda, Leitoa Nova a F. da Cunha, Flor de la Mar a E. da Gama e Julia a Vasconcelos. La Leitoa e la Batecabello si scambiano di capitano. Riporta già anche João Serrão che avrà una nave solo a Mozambico.
13. ↑  L'elenco nell'anonimo Livro de Lisuarte de Abreu (1563) è un vero pasticcio. Fornisce 19 navi e solo 9 nomi di capitani corrispondono all'elenco convenzionale. Dei restanti 10, alcuni replicano o fanno eco a Correia: es. Antão Vaz invece di Campo, Francisco Marecos invece di F. da Cunha, Vasco Tinoco, "Diogo" Fernandes de Melo, Pêro de Mendonça, João Serrão, Fernão d'Atouguia, Diniz Rodrigues, e due navi senza nome.
14. ↑  Lopes, p. 189 indica espressamente che quattro navi (l'ammiraglia, la Flor, la Lionarda e la Esmeralda) erano molto più grandi delle altre. Pur non inserendola nella lista originaria delle navi, Correia, p. 291 insinua che la Esmeralda e la Leitoa Nova fossero la medesima nave, salvo averne indicato come capitano Aguiar da lui stesso già assegnato alla Santa Elena! La Memória das Armadas assegna la Esmeralda a V. Sodré, la Leitoa a Francisco da Cunha e la S. Pantaleão a Aguiar ed insinua che la Bretoa possa essere la Leitoa mal trascritta da Correia.
15. ↑  Aubin 1995, p. 16 osserva che c'erano due famiglie nobili portoghesi del XVI secolo non imperentate che avevano lo stesso nome: gli Ataídes di Atouguia e gli Ataídes di Alvor (Algarve). Pêro de Ataíde 'O Inferno' è degli Ataídes-Atouguia, mentre Catarina de Ataíde, moglie di Vasco da Gama, è una Ataídes-Algarve. Ciò non impedì ad alcuni cronisti di supporre che Pêro de Ataíde fosse un parente di Gama (es. Correia, p. 301). Forse la nau São Paulo fu portata in India dal cognato di Gama, Álvaro de Ataíde, con Pêro de Ataíde come passeggero poi nominato capitano d'una nave della pattuglia costiera in India.
16. ↑  I resoconti dei testimoni oculari introducono personaggi assenti dalle cronache, probabilmente gli armatori delle navi: es. quando Bergamo si riferisce alla "nave de Ruy Mendes", intende la nave di proprietà di Ruy Mendes de Brito e capitanata da Buonagrazia. Allo stesso modo possiamo dedurre che la "nave de Bartolomeo" sia la nave capitanata da Lopo Dias, di proprietà Braganza-Marchionni. Più incerte sono altre tre navi: la "nave di João da Fonseca" (prob. la Santa Elena naufragata a Sofala), la "nave di Ruy de Figueiredo" (identificata come la Santo António da Bergamo ma non presente nella lista di Correia) e la nave di "Fernando Lourenço" (= ?).
17. ↑  Castanheda, p. 131 indica Antonio Fernandes Roxo (Bretoa?) come colui che si arenò a Sofala. Sia Matteo da Bergamo sia l'anonimo fiammingo parlano invece della nave di 'João da Fonseca', forse l'armatore della nave non figurando nella lista dei capitani.
18. ↑  Bergamo, p. 111 riferisce (a posteriori) che Vasco da Gama, con le navi Sao Gabriel (Gil Matoso?), Santo António ('Ruy e Figaretto'; 'Ruy de Figueiredo') e la nave di "Giovan d'Anfonsechebran" ('João da Fonseca'), andò a Sofala e scambiò merci per 2.500 metical. L'Anonimo Fiammingo, pp. 60-61 riferisce che i portoghesi prima scesero a Sofala ("Scafal") e poi salparono per il Mozambico ("Miskebije"), anche se non fa menzione chi andò. Riferisce solo che gli indigeni "si rifiutavano di commerciare" e vivevano nella grande paura dei "Pepiani" (Bantu?). Non riferisce di essere entrato in città in effetti, insinua che la città fosse nascosta. Barros, p. 28 menziona solo che Gama andò a Sofala con quattro navi e vi commerciò ma non parla di trattati. Castanheda, p. 130 riporta che Gama "ha stabilito l'amicizia" con il sovrano di Sofala.
19. ↑  'Mir Hbrahemo' in Barros, 'Abraemo' in Góis
20. ↑  'Masamede Arcone' in Correia, p. 278, 'Mahomet Ancon' in Osorio, p. 194, 'Mahamade Enconij' in Barros, p. 32, 'Masamede Enconij' in Góis, p. 89, 'Masamede Alconez' in Castanheda, p. 131.
21. ↑  Barros p. 115 riporta 500 metical ma questo è probabilmente un errore. L'Anonimo Fiammingo e Bergamo riportano entrambi un tributo di 1500 metical, confermato in una successiva lettera del re Manuel a Vasco da Gama. Gois p. 89 e Castanheda p. 131 riportano 2.000 metical. Peragallo 1902 p. 99 fornisce diverse stime del valore: un metical vale 1 ducato veneziano (stima di Cadamosto), 1,33 ducati (stima di Lopes p. 164), 2,75 ducati (Corbinelli), 9 soldi e 4 denari di moneta fiamminga (stima di anonimi Fleming pag 55/61); 420 real portoghesi (Barros p. 115), 500 real (Correia p. 274).
22. ↑  Il resoconto dell'Anonimo Fiammingo perde a questo punto completamente di credibilità (evidentemente il relatore riempie con la fantasia gli spazi vuoti): persa Malindi, sostiene d'essere giunto a "Cape Sinte Maria", tra le terre d'Arabia e del Prete Gianni (arbitrariamente intese dall'editore come l'isola di Socotra).
23. ↑  Subrahmanyam 1997, p. 201 suggerisce che Nova abbia lasciato le lettere a Kilwa, ove Gama le ha trovate. Lopes, p. 168 (pt) suggerisce che le lettere di Nova siano state lasciate a Kilwa, raccolte da Gama, quindi trasferite a Malindi con le istruzioni di Gama e che Lopes abbia raccolto entrambe le carte. Correia, p. 284 suggerisce il sultano di Malindi quale latore dei messaggi di Nova a Gama e Barros, p. 29 addirittura lo sceicco del Mozambico.
24. ↑  Correia, p. 288 è l'unico dei cronisti che menziona l'arrivo a Dabul. Ne parla il testimone oculare Bergamo, p. 113 che data lo sbarco (certo molto rapido, con permanenza 5 gg) a "Bul"/"abul" l'11 agosto. L'Anonimo Fiammingo, p. 62 data al 21 agosto l'approdo alla "grande città commerciale di Camabem", evidentemente confondendo Dabul con Cambay, e sostiene trovasi nelle terre bibliche di "Caldea" e "Babilonia", non lontano da La Mecca "dove si trova seppellito Maometto, il diavolo dei pagani."
25. ↑  18 agosto in Bergamo, p. 113.
26. ↑  Lopes, p. 170 riferisce che Buonagrazia si separò da Vasconcellos a Malindi, come confermato da Bergamo, p. 114 che afferma che solo Buonagrazia incontrò la flotta ad Anjediva mentre il 'San Giuliano' (Julioa) di Vasconcellos arrivò solo più tardi, nei pressi del Monte d'Eli.
27. ↑  L'Anonimo Fiammingo, p. 62 aveva appunto fantasticato d'uno scontro tra Gama ed un re forte di 8.000 cavalli e 700 elefanti da guerra.
28. ↑  La storia ottocentesca del cardinale Francisco de São Luiz Saraiva (1849: 211) nobilita addirittura l'evento come un incidente causato dalla "malvagità dei Mori" che uccisero un mozzo portoghese nel corso del saccheggio della nave provocando l'ira di Gama e l'avvio d'una mischia che provocò l'affondamento della nave dal quale i portoghesi "riuscirono a salvare solo 20 delle 300 persone a bordo".
29. ↑  Barros, p. 36 stima 270 "uomini atti alle armi", molte donne e 50 bambini. Góis, p. 89 riporta "più di 300". Castanheda, p. 131 stima 300 uomini più molte donne e bambini; Correia, p. 293 addirittura 700 vittime. Tra i testimoni oculari, l'Anonimo Fiammingo, p. 62 stima 380 uomini, molte donne e bambini, l'Anonimo Portoghese e Bergamo, p. 114 stimano 200 uomini e Lopes, p. 175 stima 240 uomini senza contare donne e bambini.
30. ↑  Bergamo, p. 116 parla di 38 prigionieri catturati da un sambuco, non di pescatori. Lopes, p. 187 riporta quattro pescatori e un sambuco vuoto; la maggior parte dei prigionieri proveniva da un sambuco catturato in precedenza a Pandarane ("Pantalyini Kollam", ora parte di Koyilandy). Barros, p. 46 riporta solo sequestri di qualche prigioniero da piccole imbarcazioni arrivate alle navi portoghesi per commerciare o consegnare messaggi lungo il percorso. Correia, p. 301 non riporta prigionieri a questo punto della narrazione ma solo in seguito, da un convoglio di riso del Coromandel tanto sfortunato da presentarsi nel porto di Calicut dopo il bombardamento portoghese!
31. ↑  Castanheda, p. 134 riporta sei navi e la lista dei capitani riportata in tabella salvo poi (p. 140) indicare che Fernão Rodrigues Bardaças sostituì come capitano D. Antonio Fernandes che si smarrì lungo la costa indiana.
32. ↑  Góis, p. 90 e 92 riporta sei navi e la lista dei capitani riportata in tabella.
33. ↑  Osorio, pp. 195–196; 207; 226-227 conferma le sei navi e la lista di capitani di Góis.
34. ↑  Barros non è chiaro sul numero di navi e non parla di capitani; Bergamo, p. 117 parla di due trii di navi, uno a Calicut e l'altro a Cannanore; Lopes, p. 192 parla di sei nau e una caravella al comando di Vicente Sodré; l'Anonimo Fiammingo non menziona la pattuglia; Subrahmanyam 1997, p. 224 parla di cinque navi: tre naus e due caravelle.
35. ↑  Correia, p. 301 lista inizialmente i capitani come: 1. Vicente Sodré, 2. Brás Sodré, 3. Pêro de Ataíde on navetas and 4. Fernão Rodrigues Bardaças, 5. António Fernandes Roxo e 6. Antão Vaz (=?) su caravelle. Durante la battaglia di Calicut, Correia p. 329 afferma che Sodré guidava uno squadrone di otto navi (2 navetas e cinque caravelle) ma non dà nomi. Il secondo elenco di Correia (p. 337) mantiene le navetas ma nomina come capitani di caravella, 4. Ruy de Medanha (=?) 5. António Fernandes Roxo e 6. João Lopes Perestrello e forse 7. Gomes Ferreira, un fattore. Il terzo elenco di Correia (p. 349) riporta le navetas ma le caravelle come 4. Fernão Rodrigues Bardaças, 5. Pêro Rafael e 6. João Lopes Perestrelo. Per quanto riguarda i nomi delle navi, Correia aveva fornito un elenco originale di navi alla partenza (p. 266), dove identifica quattro navetas e cinque caravelle. Si sa che una naveta è andata perduta a Sofala. Correia p. 301 afferma esplicitamente che V. Sodré prese la naveta di Diogo Fernandes Correia e B. Sodré quella di 'Ruy da Cunha' (= Ruy de Castanheda). Correia afferma che Ataíde rilevò la naveta di "João Fernandes de Mello", nome che non compare in nessun elenco, lasciando quindi supporre che si riferisse all'ultima naveta rimasta, quella di Francisco da Cunha 'Marecos' (Ataíde passando la sua nau, il San Paolo, a qualcun altro). Delle cinque caravelle, sappiamo che quella di Campo era ancora bloccata in Africa e che Fernandes, Bardaças, Rafael e Perestrello portarono le proprie in India. Supponendo che Fernandes si sia perso in India (come suggerito altrove), e poiché Bardaças e Rafael sono elencati come capitani di squadriglia in altri elenchi, ciò lascia supporre che Diogo Pires debba aver preso il controllo della caravella di Perestrello a un certo punto. Tutto questo è puramente congetturale.
36. ↑  Una lettera del 1503 di Diogo Fernandes Correia ed. in Cartas de Affonso de Albuquerque, p. 211 riporta la promessa di Vasco da Gama a Re di Kochi "che avrebbe lasciato Vicente Sodré a vigilare su quel porto e quella costa; dopo la sua [di Gama] partenza, la costa fu abbandonata dalle nostre navi armate e il Re di Calicut giunse qui e fece ciò che voleva." ["que lhe leixaria aqui vicente Sodré para elle guardar este porto e costa; depois de sua yda, qua costa ficou despejada de nossas naos darmada, elRei de calecut veyo aqui e fez o que ja sabeis"]
37. ↑  

(portoghese)
«e dito loguo ally polo seu escrivam e mestre que taaes couzas naom eram asemtadas em livro de vosa senhoria afora outras muitas que elle tomava quando queria porque ninguem naom ousava de lhe ir a mão porque lhe seu irmao dava consentymento a tudo fazer»

(italiano)
«gli fu detto lì per lì dal vostro segretario che tali oggetti non erano ancora stati registrati nel libro di Vostra Signoria e mentre se ne impossessava nessuno ha osato fermare la sua mano perché suo fratello ha acconsentito a tutto ciò che ha fatto»
(Carta de Pero de Atayde a El-rei D. Manuel, Fevereiro 20, 1504 ed. in Cartas de Affonso de Albuquerque, pp. 262-263)
38. ↑  Carta de Pero de Atayde a El-rei D. Manuel, Fevereiro 20, 1504 ed. in Cartas de Affonso de Albuquerque, p. 263 riporta che non appena sceso sulla spiaggia, Brás Sodré scaricò la colpa del naufragio sul suo pilota musulmano e lo giustiziò seduta stante ma è poi evasivo circa il fato di Brás Sodré, limitandosi a dire che "successero molte cose" (pt. "se pasaram muitas couzas").

### Bibliografiche
1. 1 2  Castanheda, p 130.
2. 1 2 3  Subrahmanyam 1997, p. 191.
3. ↑  Barros, p. 22.
4. ↑  Correia, p. 268.
5. ↑  e.g. Sanches de Baena 1897, pp. 46ff.
6. ↑  Barros, p. 24.
7. ↑  Correia, p. 270.
8. ↑  Correia, p. 269.
9. ↑  Barros, p. 268.
10. ↑  Faria e Sousa,  p. 52.
11. ↑  Quintella 1839, pp. 267-268.
12. ↑  Correia, p. 266f - trad. in Stanley 1869, p. 281.
13. ↑  Memória das Armadas.
14. ↑  Lopes, p. 169.
15. 1 2 3 4 5 6  Bergamo, p. 111.
16. ↑  Barros, p. 21.
17. ↑  Lopes, p. 174.
18. 1 2  Lopes, p. 173.
19. ↑  Subrahmanyam 1997, p. 237.
20. ↑  Varthema, p. 260.
21. ↑  Faria e Sousa, p. 57.
22. 1 2  Correia, p. 271.
23. 1 2  Lopes, p. 160.
24. ↑  Bergamo, p. 99.
25. 1 2 3 4  Correia, p. 272.
26. 1 2  Barros, p. 29.
27. 1 2 3 4 5 6 7  Góis, p. 89.
28. 1 2  Barros, p. 28.
29. ↑  Góis, p. 88.
30. 1 2  Theal 1896, pp. 95-96.
31. ↑  Osorio, p. 194.
32. 1 2  Barros, p. 33.
33. ↑  Osorio, p. 192.
34. ↑  Castanheda, pp. 130-31.
35. 1 2 3  Correia, p. 275.
36. ↑  Castanheda, p. 131.
37. ↑  Strong 1895.
38. ↑  Correia, p. 282.
39. ↑  Correia, p. 287.
40. 1 2  Barros, p. 32.
41. 1 2  Correia, p. 284.
42. ↑  Bergamo, p. 112.
43. ↑  Lopes, pp. 167-168.
44. ↑  Lopes, p. 166.
45. ↑  Theal 1896, p. 96.
46. ↑  Correia, p. 288.
47. 1 2  Lopes, p. 171.
48. ↑  Barros, pp. 32-33.
49. 1 2  Anonimo Fiammingo, p. 62.
50. 1 2  Bergamo, p. 101.
51. ↑  Correia, pp. 289-291.
52. ↑  Subrahmanyam 1997, p. 100.
53. ↑  Correia, pp. 292 e 300.
54. 1 2  Barros, p. 34.
55. ↑  Lopes, p. 175.
56. ↑  Barros, p. 35.
57. ↑  Lopes, pp. 174-175.
58. 1 2  Lopes, pp. 177ff.
59. ↑  Correia, pp. 293-294.
60. ↑  Correia, p. 292.
61. ↑  Lopes, p. 179.
62. ↑  Barros, pp. 34 e 43.
63. 1 2 3  Castanheda, p. 132.
64. ↑  Osório, p. 195.
65. ↑  Bouchon 1975, p. 62.
66. 1 2 3  Correia, p. 300.
67. ↑  Correia, p. 293.
68. 1 2  Correia, p. 294.
69. ↑  Barros, p. 38.
70. 1 2  Lopes, p. 196.
71. ↑  Bergamo, pp. 101 e 114.
72. 1 2 3 4  Góis, p. 90.
73. ↑  Barros, p. 39.
74. ↑  Lopes, p. 181.
75. ↑  Barros, p. 44.
76. ↑  Barros, p. 46.
77. ↑  Barros, p. 48.
78. 1 2  Bergamo, p. 102.
79. ↑  Lopes, p. 183.
80. ↑  Correia, pp. 297-298.
81. ↑  Diffie-Winius 1977, p. 321.
82. ↑  Barros, pp. 47-48.
83. ↑  Lopes, pp. 184-186.
84. 1 2  Castanheda, p. 133.
85. ↑  Osorio, p. 196.
86. 1 2  Barros, p. 49.
87. 1 2  Lopes, p. 188.
88. 1 2  Lopes, p. 189.
89. ↑  Bergamo, p. 116.
90. 1 2  Barros, p. 51.
91. 1 2 3 4 5 6  Bergamo, p. 117.
92. ↑  Barros, p. 52.
93. 1 2  Lopes, p. 190.
94. 1 2 3  Lopes, p. 191.
95. 1 2  Anonimo Fiammingo, p. 63.
96. ↑  Lopes, pp. 191-192.
97. ↑  Barros, p. 53.
98. ↑  Correia, pp. 300-302.
99. ↑  Correia, p. 302.
100. ↑  Correia, p. ?.
101. ↑  Barros, p. 62.
102. ↑  Barros, p. 67.
103. ↑  Barros, p. 68.
104. ↑  Barros, p. 71.
105. ↑  Lopes, pp. 202-203.
106. ↑  Lopes, p. 204.
107. 1 2  Góis, p. 98.
108. ↑  Castanheda, p. 134.
109. ↑  Osorio, pp. 226-227.
110. ↑  Barros, p. 88.
111. ↑  Carta de Pero de Atayde a El-rei D. Manuel, Fevereiro 20, 1504 ed. in Cartas de Affonso de Albuquerque, pp. 262-268.
112. ↑  (EN) esmeraldashipwreck.com,  http://esmeraldashipwreck.com. URL consultato il 17 ottobre 2018.
113. ↑  (EN) A Portuguese East Indiaman from the 1502–1503 Fleet of Vasco da Gama off Al Hallaniyah Island, Oman: an interim report (PDF), vol. 46, DOI:10.1111/1095-9270.12175.
114. ↑  Góis, p. 99.
115. ↑  Góis, p. 97.
116. ↑  Whiteway 1899, pp. 95 e 251.

### Fonti primarie
- (PT) Albuquerque L de (a cura di), Memória das Armadas que de Portugal passaram à Índia [...], facsimile celebrativo, Lisbona, Academia das Ciências, 1979  [1568].
- (EN) Anonimo marinaio fiammingo, Calcoen, a Dutch narrative of the second voyage of Vasco da Gama to Calicut, printed at Antwerp circa 1504, traduzione di Berjeau JP, Londra, 1874  [1504].
- (PT) Anonimo marinaio portoghese, Neue Quellen zur zweiten Indienfahrt Vasco da Gamas, in Rohr C von (a cura di), Leipzig, Koehler, 1939. ed. in (PT) Freire Costa L (a cura di), Relação anónima da segunda viagem de Vasco da Gama à índia, in Cidadania e História. Em homenagem a Jaime Cortesão, Lisbona, Sá da Costa, 1985.
- (EN) Anonimo marinaio tedesco, European Expansion 1494–1519: the voyages of discovery in the Bratislava manuscript Lyc. 515/8, a cura di Krasa M, Polisensky J e Ratkos P, Praga, Charles University, 1986.
- (PT) Bulhão Pato RA (a cura di), Cartas de Affonso de Albuquerque, seguidas de documentos que as elucidam, Lisbona, Academia Real de Sciencias, 1898.
- (PT) Duarte Barbosa, O Livro de Duarte Barbosa, traduzione di Dames ML, rist., Nuova Delhi, Asian Education Services, 2005  [1518].
- (PT) João de Barros, Décadas da Ásia: Dos feitos, que os Portuguezes fizeram no descubrimento, e conquista, dos mares, e terras do Oriente, 1552-1559.
- (PT) Diogo do Couto, Décadas da Ásia: Dos feitos, que os Portuguezes fizeram no descubrimento, e conquista, dos mares, e terras do Oriente, 1602-1645.
- (PT) Manuel de Faria e Sousa, Ásia portuguesa, 1. História da Índia, desde o seu descobrimento até o ano de 1538, Lisbona, Henrique Valente de Oliveira, 1666.
- (PT) Fernão Lopes de Castanheda, História do descobrimento e conquista da Índia pelos portugueses, 1833  [1551-1560].
- (PT) Gaspar Correia, Lendas da Índia, Lisbona, Academia Real das Sciencias, 1858-64  [1550].
- Giovanni da Empoli, Viaggio fatto nell'India per Gioanni Da Empoli fattore su la nave del Serenissimo Re di Portogallo per conto de Marchionni di Lisbona, Treviso, Giovanni Battista Ramusio, 1550.
- (PT) Damião de Góis, Crónica do Felicissimo Rei D. Manuel, 1566–67.
- Matteo da Bergamo, Viaggio di Matteo da Bergamo in India sulla flotta di Vasco da Gama (1502–1503), in Peragallo P (a cura di), Bollettino della Società geografica italiana, 1902,  pp. 92-129.
- Thomé Lopes, Navigatione verso l'Indie orientali scritta per Thomé Lopez, scrivano de una nave Portoghesa, in Giovanni Battista Ramusio (a cura di), Primo volume delle navigationi et viaggi nel qua si contine la descrittione dell'Africa, et del paese del Prete Ianni, on varii viaggi, dal mar Rosso a Calicut,& infin all'isole Molucche, dove nascono le Spetierie et la navigatione attorno il mondo, Venezia, 1550. trad. in (PT) Thomé Lopes, Navegação as Indias Orientaes, escrita em Portuguez por Thomé Lopes, traduzida da lingua Portugueza para a Italiana, e novamente do Italiano para o Portuguez, in Collecção de noticias para a historia e geografia das nações ultramarinas: que vivem nos dominios portuguezes, ou lhes são visinhas, vol. 2, Lisbona, Academia Real das Sciencias, 1812.
- (LA) Girolamo Osorio, De rebus Emmanuelis, traduzione di Gibbs J, Londra, Millar, 1752  [1586].
- (PT) António de Ataíde, Codex Add. 20902, in Relação das Náos e Armadas da India com os Sucessos dellas que se puderam Saber, para Noticia e Instrucção dos Curiozos, e Amantes da Historia da India. ed. (PT) Maldonado MH (a cura di), Relação das Náos e Armadas da India com os Sucessos dellas que se puderam Saber, para Noticia e Instrucção dos Curiozos, e Amantes da Historia da India, Biblioteca Geral da Universidade de Coimbra, 1985.
- Ludovico de Varthema, Itinerario de Ludouico de Varthema Bolognese, traduzione di Jones JW, Londra, Halykut Society, 1863  [1510].

### Fonti secondarie
- (PT) Castello-Branco TMS de, Na Rota da Pimenta, Lisbona, Presenza, 2006.
- (EN) Cunha JG da, An Historical and Archaeological Sketch of the Island of Angediva, in Journal of the Bombay Branch of the Royal Asiatic Society, vol. 11, 1875,  pp. 288-310.
- (EN) Dames ML, "Introduzione e note", 1918. in Barbosa
- (PT) Danvers FC, The Portuguese in India, being a history of the rise and decline of their eastern empire, Londra, Allen, 1894.
- (PT) Godinho VM, Os Descobrimentos ea economia mundial, 2ª ed., Lisbona, Presença Editoriale, 1984  [1963].
- (EN) Lach DF, Asia in the Making of Europe: Vol. 1 – the century of discovery, University of Chicago Press, 1994  [1963].
- (EN) Logan W, Malabar Manual, rist., Nuova Delhi, Asian Education Services, 2004  [1887].
- (EN) Mathew KS, Indian Naval Encounters with the Portuguese: Strengths and weaknesses, in Kurup (a cura di), India's Naval Traditions, Nuova Delhi, Northern Book Centre, 1997.
- (EN) Newitt MD, A History of Mozambique, Indiana University Press, 1995.
- (PT) Pedroso SJ, Resumo historico ácerca da antiga India Portugueza, Lisbona, Castro Irmão, 1881.
- (PT) Quintella IdC, Annaes da Marinha Portugueza, vol. 2, Lisbona, Academia Real das Sciencias, 1839–40.
- (EN) Subrahmanyam S, The Career and Legend of Vasco da Gama, Cambridge University Press, 1997.
- (EN) Theal GM, Records of South-eastern Africa collected in various libraries & archive departments in Europe – Volume 2, Londra, Clowes per Gov of Cape Colony, 1898.
- (EN) Theal GM, The Beginning of South African History, Londra, 1902.
- (EN) Theal GM, History and Ethnography of Africa South of the Zambesi – Vol. I, The Portuguese in South Africa from 1505 to 1700, Londra, Sonneschein, 1907.
- (EN) Whiteway RS, The Rise of Portuguese Power in India, 1497-1550, Westminster, Constable, 1899.